# Comercio del hielo

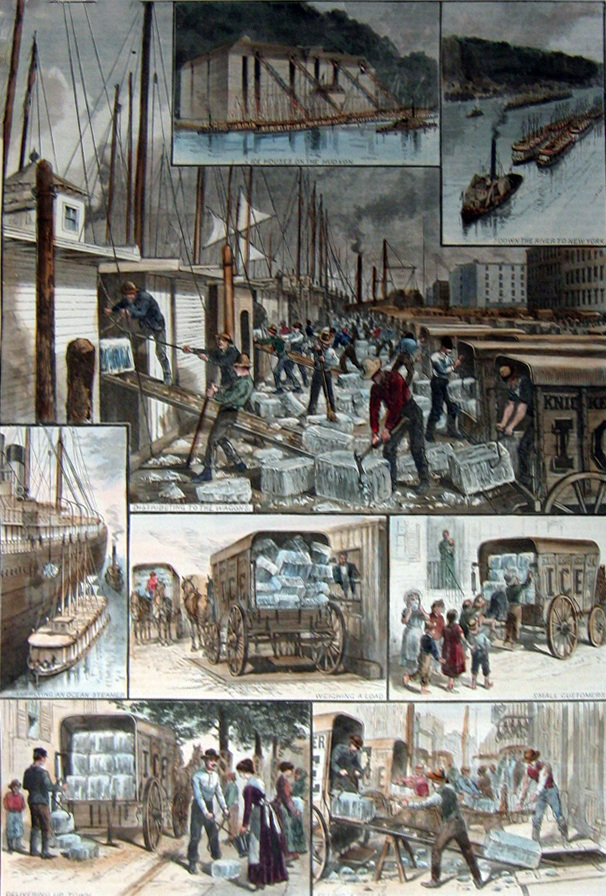
El comercio de hielo alrededor de la ciudad de Nueva York; desde arriba: neveras en el río Hudson; gabarras de hielo remolcadas a Nueva York; gabarras descargadas; barco de vapor oceánico abastecido; hielo pesado; pequeños clientes a los que se vende hielo; el "comercio de Alto Manhattan" a clientes más adinerados; una bodega de hielo llena; por F. Ray, Harper's Weekly, 30 de agosto de 1884.

El comercio del hielo, también conocido como comercio del agua congelada, fue una industria del siglo XIX y principios del XX, centrada en la costa este de Estados Unidos y Noruega, que consistía en la recolección, transporte y venta a gran escala de hielo natural y más tarde en la fabricación y venta de hielo artificial, para consumo doméstico y fines comerciales. El hielo se cortaba de la superficie de estanques y arroyos, se almacenaba en neveras y se enviaba por barco, gabarra o ferrocarril a su destino final en todo el mundo.
El comercio fue iniciado por el empresario de Nueva Inglaterra Frederic Tudor en 1806. Tudor enviaba hielo a la isla caribeña de Martinica, con la esperanza de venderlo a los miembros ricos de la élite europea, utilizando una casa de hielo que había construido especialmente para este fin. En los años siguientes, el comercio se amplió a Cuba y el sur de Estados Unidos y otros comerciantes se unieron a Tudor en la recolección y envío de hielo desde Nueva Inglaterra. Durante las décadas de 1830 y 1840, el comercio de hielo se expandió aún más, con envíos a Inglaterra, India, Sudamérica, China y Australia. Tudor hizo una fortuna con el comercio de la India, mientras que marcas como Wenham Ice se hicieron famosas en Londres. Sin embargo, el comercio de hielo empezó a centrarse cada vez más en el abastecimiento de las crecientes ciudades de la costa este de Estados Unidos y en las necesidades de las empresas del Medio Oeste. Los ciudadanos de Nueva York y Filadelfia se convirtieron en grandes consumidores de hielo durante sus largos y calurosos veranos y se extrajo más hielo del río Hudson y de Maine para satisfacer la demanda. La industria ferroviaria empezó a utilizar hielo en los vagones frigoríficos, lo que permitió a la industria cárnica de los alrededores de Chicago y Cincinnati sacrificar el ganado localmente, antes de enviar la carne faenada a los mercados nacionales o internacionales de Estados Unidos.
Normalmente se utilizaban redes de vagones de hielo para distribuir el producto a los clientes finales domésticos y a los pequeños comercios. El comercio del hielo revolucionó las industrias cárnica, hortícola y frutícola de Estados Unidos, permitió un importante crecimiento de la industria pesquera y fomentó la introducción de toda una serie de nuevas bebidas y alimentos. Sólo floreció en el periodo comprendido entre el desarrollo de un transporte fiable y el desarrollo de la refrigeración mecánica generalizada. Los barcos y vagones frigoríficos refrigerados crearon una industria nacional de verduras y frutas que antes sólo podían consumirse localmente. Los pescadores estadounidenses y británicos empezaron a conservar sus capturas en hielo, lo que permitía viajes más largos y capturas mayores y la industria cervecera empezó a funcionar todo el año. A medida que las exportaciones estadounidenses de hielo disminuían después de 1870, Noruega se convirtió en un actor importante en el mercado internacional, enviando grandes cantidades de hielo a Inglaterra y Alemania.
En su punto álgido, a finales del siglo XIX, el comercio de hielo en Estados Unidos empleaba a unas 90.000 personas en una industria capitalizada en 28 millones de dólares (660 millones en 2010), utilizando neveras capaces de almacenar hasta 250.000 toneladas (220 millones de kg) cada uno; Noruega exportaba un millón de toneladas (910 millones de kg) de hielo al año, recurriendo a una red de lagos artificiales. Sin embargo, la competencia había ido creciendo lentamente, en forma de hielo vegetal producido artificialmente e instalaciones refrigeradas mecánicamente. Poco fiable y caro al principio, el hielo vegetal empezó a competir con éxito con el hielo natural en Australia y la India durante las décadas de 1850 y 1870 respectivamente, hasta que, al estallar la Primera Guerra Mundial en 1914, se producía más hielo vegetal en Estados Unidos cada año que hielo cosechado de forma natural. A pesar de un aumento temporal de la producción en Estados Unidos durante la guerra, en los años de entreguerras se produjeron nuevos avances (especialmente la adopción generalizada de refrigeradores mecánicos a nivel doméstico) que provocaron el colapso total del comercio internacional de hielo. En algunas zonas rurales aisladas sin acceso a la electricidad, cuya falta impedía el uso de frigoríficos, y también donde el hielo vegetal no solía ser económicamente viable y donde el hielo natural solía estar libre de contaminantes, se siguió cosechando y vendiendo hielo a nivel local hasta después de la Segunda Guerra Mundial. Hoy en día, el hielo se recoge ocasionalmente para tallarlo y para festivales, pero apenas queda nada de la red industrial de neveras e instalaciones de transporte del siglo XIX.

## Historia

### Métodos anteriores alsigloXIX

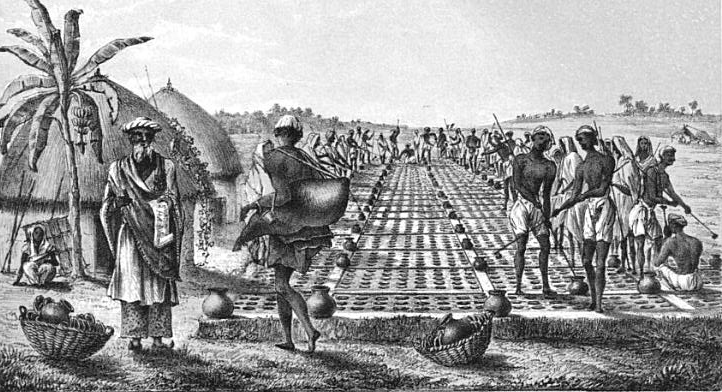
Fabricación de hielo cerca de Allahabad (hoy día conociada como Prayagraj) en 1828, sacando hielo de ollas llenas de agua.

Antes de la aparición del comercio del hielo en el siglo XIX, en varias partes del mundo se recogía y almacenaba nieve y hielo para utilizarlos en los meses de verano, pero nunca a gran escala. En el Mediterráneo y en Sudamérica, por ejemplo, existía una larga tradición de recoger hielo de las laderas superiores de los Alpes y los Andes durante los meses de verano y transportarlo a las ciudades. En México se habían desarrollado prácticas comerciales similares durante el periodo colonial. Las tablillas acadias de finales de la Edad de Bronce (hacia 1750 a. C.) atestiguan la existencia de neveras en el río Éufrates, construidas para almacenar el hielo recogido en invierno en las montañas nevadas y utilizarlo en las bebidas de verano. Durante muchos años, los rusos recogían hielo a lo largo del río Nevá durante los meses de invierno para su consumo en San Petersburgo. A partir del siglo XVI, los europeos adinerados empezaron a construir neveras para almacenar el hielo recogido en sus fincas locales durante el invierno; el hielo se utilizaba para enfriar bebidas o alimentos.
También se inventaron algunas técnicas para producir hielo o bebidas frías por medios más artificiales. En el siglo XVII, en la India se importaba hielo del Himalaya, pero en el siglo XIX se producía en pequeñas cantidades durante el invierno, más al sur. Se colocaban vasijas de arcilla porosa con agua hervida y enfriada sobre paja en zanjas poco profundas; en circunstancias favorables, se formaba hielo fino en la superficie durante las noches de invierno, que podía recogerse y combinarse para la venta. Había centros de producción en Hugli-Chuchura y Allahabad, pero este "hielo picado" sólo estaba disponible en cantidades limitadas y se consideraba de mala calidad porque a menudo parecía aguanieve blanda en lugar de cristales duros. En la India se mezclaba salitre y agua para enfriar las bebidas, aprovechando los suministros locales del producto químico. En Europa, en el siglo XIX se crearon varios medios químicos para enfriar las bebidas; normalmente utilizaban ácido sulfúrico para enfriar el líquido, pero no eran capaces de producir hielo de verdad.

### Apertura del comercio (1800-1830)

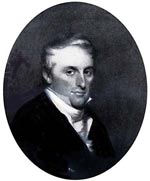
Frederic Tudor, el fundador del comercio del hielo.

El comercio del hielo comenzó en 1806 como resultado de los esfuerzos de Frederic Tudor, un empresario de Nueva Inglaterra, por exportar hielo con fines comerciales. En Nueva Inglaterra, el hielo era un producto caro, consumido sólo por los ricos que podían permitirse sus propias neveras. No obstante, las neveras eran relativamente comunes entre los miembros más ricos de la sociedad hacia 1800, llenas de hielo cortado o cosechado, de la superficie congelada de estanques y arroyos en sus fincas locales durante los meses de invierno.
En los alrededores de la vecina ciudad de Nueva York, los calurosos veranos y el rápido crecimiento de la economía habían empezado a aumentar la demanda local de hielo hacia finales del siglo XVIII, creando un mercado a pequeña escala entre los granjeros que vendían hielo de sus estanques y arroyos a las instituciones y familias locales de la ciudad. Algunos barcos transportaban ocasionalmente hielo desde Nueva York y Filadelfia para su venta a los estados del sur de Estados Unidos, en particular Charleston, en Carolina del Sur, depositándolo como lastre en el viaje.
El plan de Tudor consistía en exportar hielo como artículo de lujo a los miembros adinerados de las Indias Occidentales y los estados del sur de Estados Unidos, donde esperaba que disfrutaran del producto durante sus sofocantes veranos; consciente del riesgo de que otros siguieran su ejemplo, Tudor esperaba adquirir derechos de monopolio local en sus nuevos mercados para mantener precios y beneficios elevados. Empezó intentando establecer un monopolio sobre el posible comercio de hielo en el Caribe e invirtió en un bergantín para transportar el hielo comprado a los granjeros de los alrededores de Boston. En aquella época, la comunidad empresarial consideraba a Tudor, en el mejor de los casos, un excéntrico y, en el peor, un loco.
Los primeros envíos tuvieron lugar en 1806, cuando Tudor transportó un primer cargamento de prueba de hielo, probablemente cosechado en su finca familiar de Rockwood, a la isla caribeña de Martinica. Sin embargo, las ventas se vieron obstaculizadas por la falta de instalaciones de almacenamiento locales, tanto para las existencias de Tudor como para el hielo comprado por los clientes nacionales, por lo que las reservas de hielo se derritieron rápidamente. Aprendiendo de esta experiencia, Tudor construyó entonces un depósito de hielo en La Habana y, a pesar del embargo comercial estadounidense declarado en 1807, volvió a comerciar con éxito en 1810. No pudo adquirir los derechos legales exclusivos para importar hielo a Cuba, pero pudo mantener un monopolio efectivo gracias a su control de las neveras. La guerra de 1812 interrumpió brevemente el comercio, pero en los años siguientes Tudor empezó a exportar fruta desde La Habana a tierra firme en el viaje de vuelta, mantenida fresca con parte del cargamento de hielo no vendido. Siguió el comercio a Charleston y a Savannah, en Georgia, mientras los competidores de Tudor empezaban a abastecer a Carolina del Sur y Georgia por barco desde Nueva York o utilizando gabarras enviadas río abajo desde Kentucky.

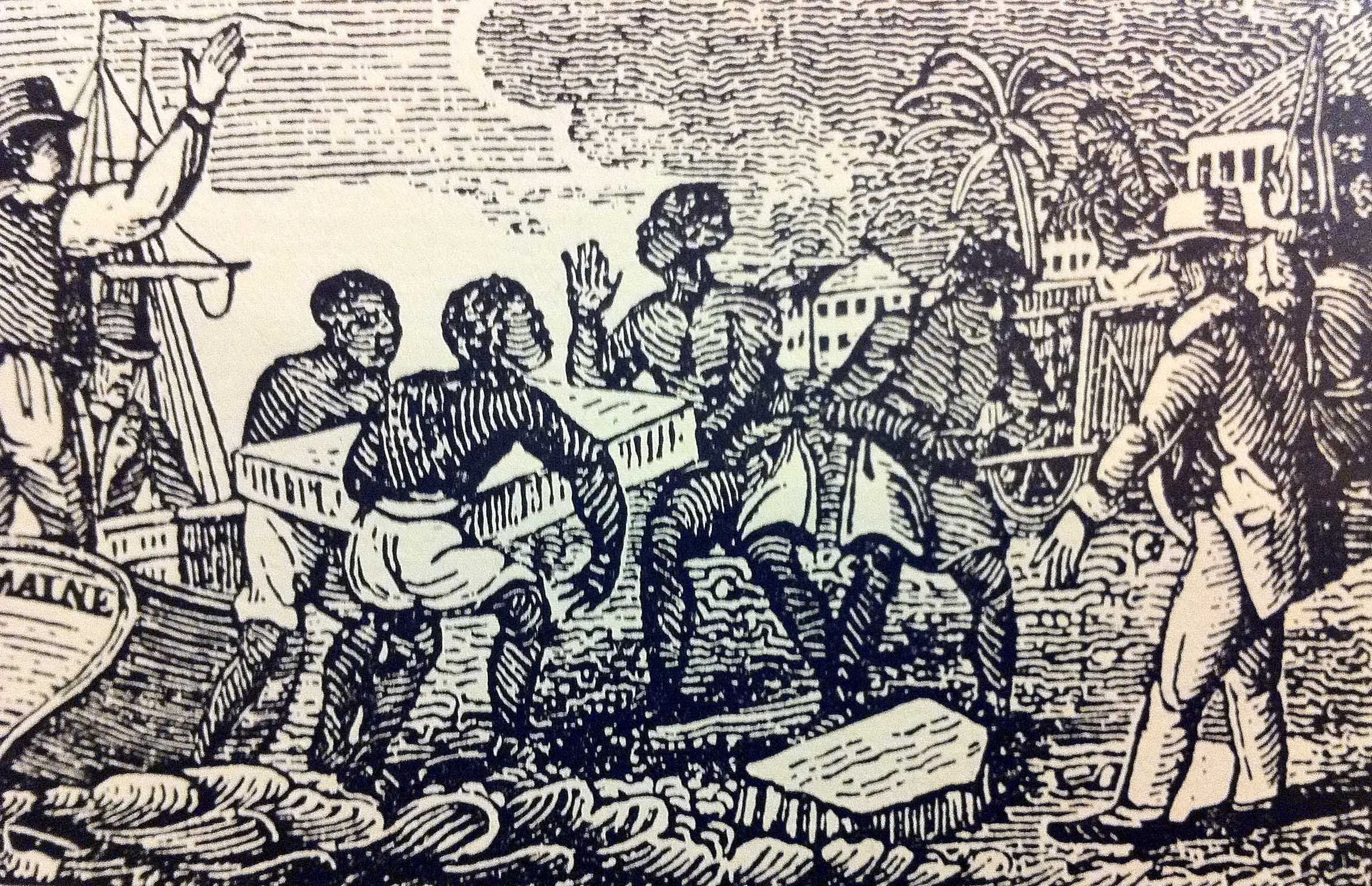
Esclavos españoles en Cuba descargando hielo de Maine.

El precio del hielo importado variaba en función de la competencia; en La Habana, el hielo de Tudor se vendía a 25 céntimos (3,70 dólares en 2010) la libra, mientras que en Georgia sólo alcanzaba entre seis y ocho céntimos (entre 0,90 y 1,20 dólares en 2010). Cuando Tudor tenía una gran cuota de mercado, respondía a la competencia de los comerciantes de paso bajando sus precios considerablemente, vendiendo su hielo a un precio poco rentable de un céntimo (0,20 $) por libra (0,5 kg); a este precio, los competidores normalmente no podían vender sus propias existencias con beneficios: o se endeudaban o, si se negaban a vender, su hielo se derretía con el calor. Tudor, apoyándose en sus almacenes locales, podría entonces volver a subir sus precios. A mediados de la década de 1820, se embarcaban anualmente en Boston unas 3.000 toneladas (3 millones de kg) de hielo, dos tercios de ellas a cargo de Tudor.
Con estos precios más bajos, el hielo comenzó a venderse en volúmenes considerables, y el mercado pasó de la élite adinerada a una gama más amplia de consumidores, hasta el punto de que los suministros se vieron desbordados. El hielo también era utilizado por los comerciantes para conservar productos perecederos, en lugar de para el consumo directo. Tudor buscó más allá de sus proveedores existentes, en Maine, e incluso en la recolección de los icebergs que pasaban, pero ninguna de las dos fuentes resultó práctica. En su lugar, Tudor se asoció con Nathaniel Wyeth para aprovechar los suministros de hielo de Boston a escala industrial. Wyeth creó en 1825 una nueva forma de cortadora de hielo tirada por caballos que cortaba bloques cuadrados de hielo con más eficacia que los métodos anteriores. Aceptó abastecer a Tudor desde el Estanque Fresh (Cambridge, Massachusetts), reduciendo el coste de la cosecha de hielo de 30 centavos (7,30 dólares) la tonelada (901 kg) a sólo 10 centavos (2,40 dólares). El aserrín para aislar el hielo se traía de Maine, a 16.000 dólares (390.000 dólares) al año.

### Expansión (1830-1850)

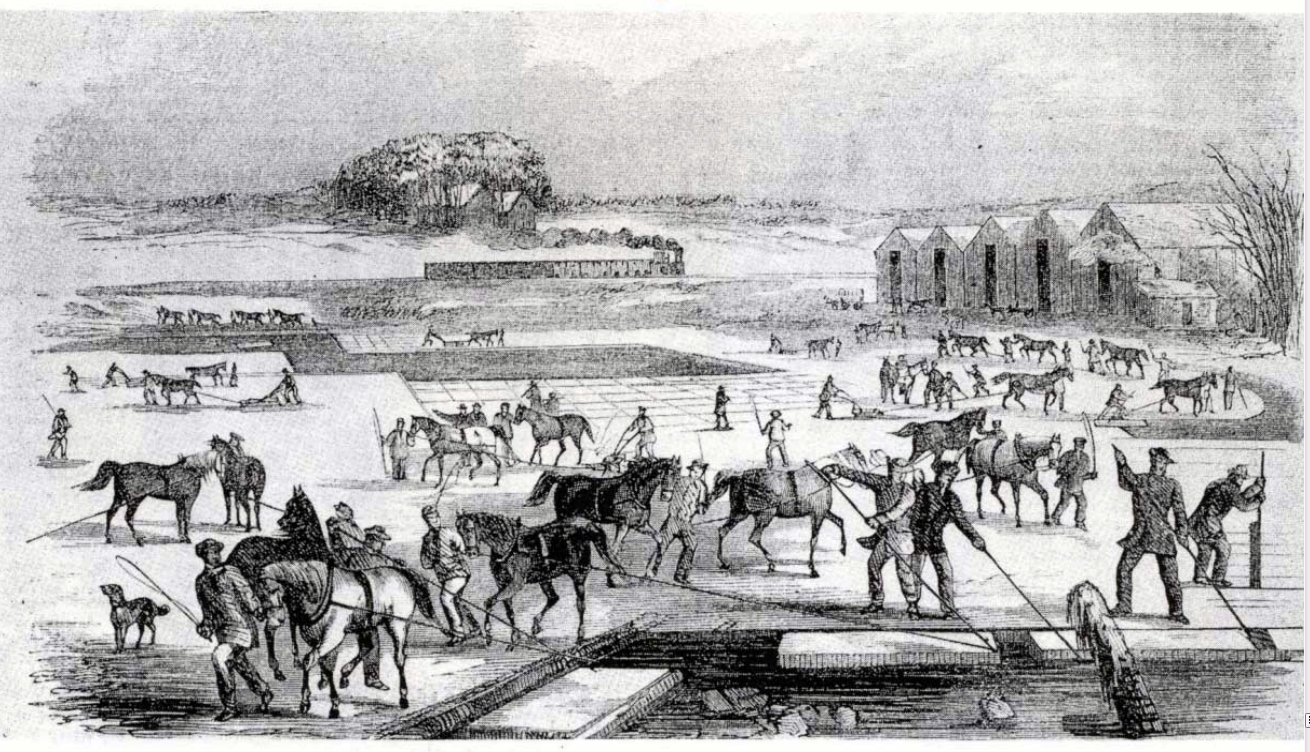
Recogida de hielo en Estanque Spy, Arlington (Massachusetts), 1852, mostrando la línea de ferrocarril al fondo, utilizada para transportar el hielo.

El comercio de hielo de Nueva Inglaterra se expandió durante las décadas de 1830 y 1840 por toda la costa este de Estados Unidos, al tiempo que se creaban nuevas rutas comerciales por todo el mundo. La primera y más rentable de estas nuevas rutas fue la de la India: en 1833, Tudor se asoció con los empresarios Samuel Austin y William Rogers para intentar exportar hielo a Calcuta utilizando el bergantín Tuscany.
La élite angloindia, preocupada por los efectos del calor estival, accedió rápidamente a eximir las importaciones de las regulaciones y aranceles comerciales habituales de la Compañía de las Indias Orientales, y el cargamento neto inicial de unas cien toneladas (90.000 kg) se vendió con éxito. El hielo se vendía a tres peniques (0,80 libras en 2010) la libra (0,45 kg), por lo que el primer envío a bordo del Tuscany produjo unos beneficios de 9.900 dólares (253.000 dólares), y en 1835 Tudor inició exportaciones regulares a Calcuta, Madrás (ahora conocida como Chennai) y Bombay.
Los competidores de Tudor no tardaron en entrar también en el mercado, enviando hielo por mar tanto a Calcuta como a Bombay, lo que aumentó aún más la competencia y expulsó a la mayoría de los comerciantes de hielo autóctonos. La comunidad británica local construyó en Calcuta una gran casa de hielo de piedra para almacenar las importaciones de hielo. Con el hielo comenzaron a enviarse pequeños cargamentos de fruta y productos lácteos refrigerados, que alcanzaron precios elevados. Hubo intentos de comerciantes italianos de introducir hielo de los Alpes en Calcuta, pero Tudor repitió sus técnicas monopolísticas del Caribe, expulsándolos a ellos y a muchos otros del mercado. Calcuta siguió siendo un mercado especialmente rentable para el hielo durante muchos años; sólo Tudor obtuvo más de 220.000 dólares (4.700.000 dólares) de beneficios entre 1833 y 1850.
Después de ello, seguirían otros nuevos mercados. En 1834, Tudor envió cargamentos de hielo a Brasil junto con manzanas refrigeradas, iniciando así el comercio de hielo con Río de Janeiro. Estos barcos solían regresar a Norteamérica con cargamentos de azúcar, fruta y más tarde, algodón. El hielo de los comerciantes de Nueva Inglaterra llegó a Sídney (Australia) en 1839, vendiéndose inicialmente a tres peniques (0,70 libras) la libra (0,5 kg), y más tarde a seis peniques (1,40 libras). Este comercio resultó ser menos regular y los siguientes envíos llegaron en la década de 1840. La exportación de verduras, pescado, mantequilla y huevos refrigerados al Caribe y a los mercados del Pacífico creció durante la década de 1840, llegando a transportarse hasta 35 barriles en un solo barco, junto con un cargamento de hielo. Los envíos de hielo de Nueva Inglaterra llegaron hasta Hong Kong, el sudeste asiático, Filipinas, el Golfo Pérsico, Nueva Zelanda, Argentina y Perú.

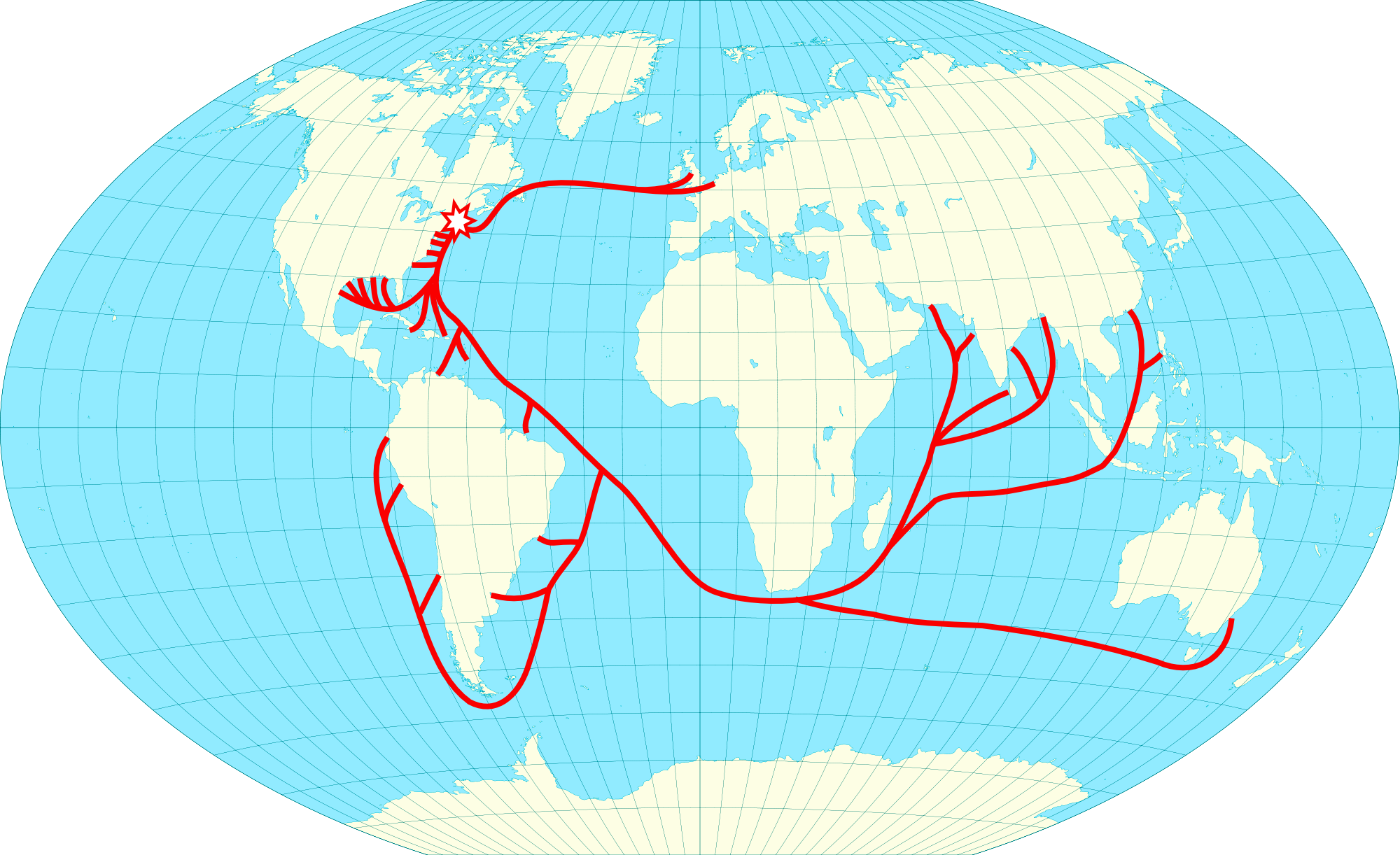
El crecimiento del comercio de hielo en Nueva Inglaterra hacia 1856; la estrella indica Nueva Inglaterra.

Los hombres de negocios de Nueva Inglaterra también intentaron establecer un mercado para el hielo en Inglaterra durante la década de 1840. Un primer intento frustrado de exportar hielo a Inglaterra se había producido en 1822 con William Leftwich; había importado hielo de Noruega, pero su cargamento se había derretido antes de llegar a Londres. Nuevos intentos fueron realizados por Jacob Hittinger, que poseía suministros en el Estanque Fresh, y Eric Landor, con activos en el lago Wenham, en 1842 y 1844 respectivamente. De las dos empresas, la de Landor tuvo más éxito y fundó la Wenham Lake Ice Company (Compañía de Hielo del Lago Wenham) para exportar a Gran Bretaña, construyendo un depósito de hielo en el Strand. El hielo de Wenham se comercializaba como inusualmente puro, poseedor de propiedades refrigerantes especiales, convenciendo con éxito a los clientes británicos de que evitaran el hielo británico local, condenado como contaminado e insalubre.
Tras un cierto éxito inicial, la empresa acabó fracasando, en parte porque los ingleses optaron por no adoptar las bebidas refrigeradas del mismo modo que los norteamericanos, pero también por las largas distancias que implicaba el comercio y los consiguientes costes de la pérdida de hielo por derretimiento. No obstante, el comercio permitió que durante la década de 1840 llegaran a Inglaterra algunas mercancías refrigeradas procedentes de América junto con cargamentos de hielo.
La costa este de Estados Unidos también empezó a consumir más hielo, sobre todo a medida que más clientes industriales y privados encontraban usos para la refrigeración. El hielo se utilizaba cada vez más en el noreste de Estados Unidos para conservar productos lácteos y fruta fresca para el mercado, transportándose los productos refrigerados a través de las crecientes líneas de ferrocarril. En la década de 1840, el hielo ya se utilizaba para transportar pequeñas cantidades de mercancías a través del continente hacia el oeste. Los pescadores del este de Estados Unidos empezaron a utilizar el hielo para conservar sus capturas. Cada vez menos empresas o particulares del este producían su propio hielo, prefiriendo recurrir a proveedores comerciales.
Con este crecimiento del comercio, se rompió el monopolio inicial de Tudor, pero éste siguió obteniendo importantes beneficios. También fue necesario aumentar el suministro de hielo para satisfacer la demanda. A partir de 1842, Tudor y otros invirtieron en Estanque Walden (Nueva Inglaterra), para obtener suministros adicionales. Empezaron a surgir nuevas empresas, como la Philadelphia Ice Company (Compañía de Hielo de Filadelfia), que aprovechó las nuevas líneas de ferrocarril para transportar el hielo cosechado, mientras que la familia Kershow introdujo mejoras en la cosecha de hielo en la región de Nueva York.

### Crecimiento hacia el oeste (1850-1860)

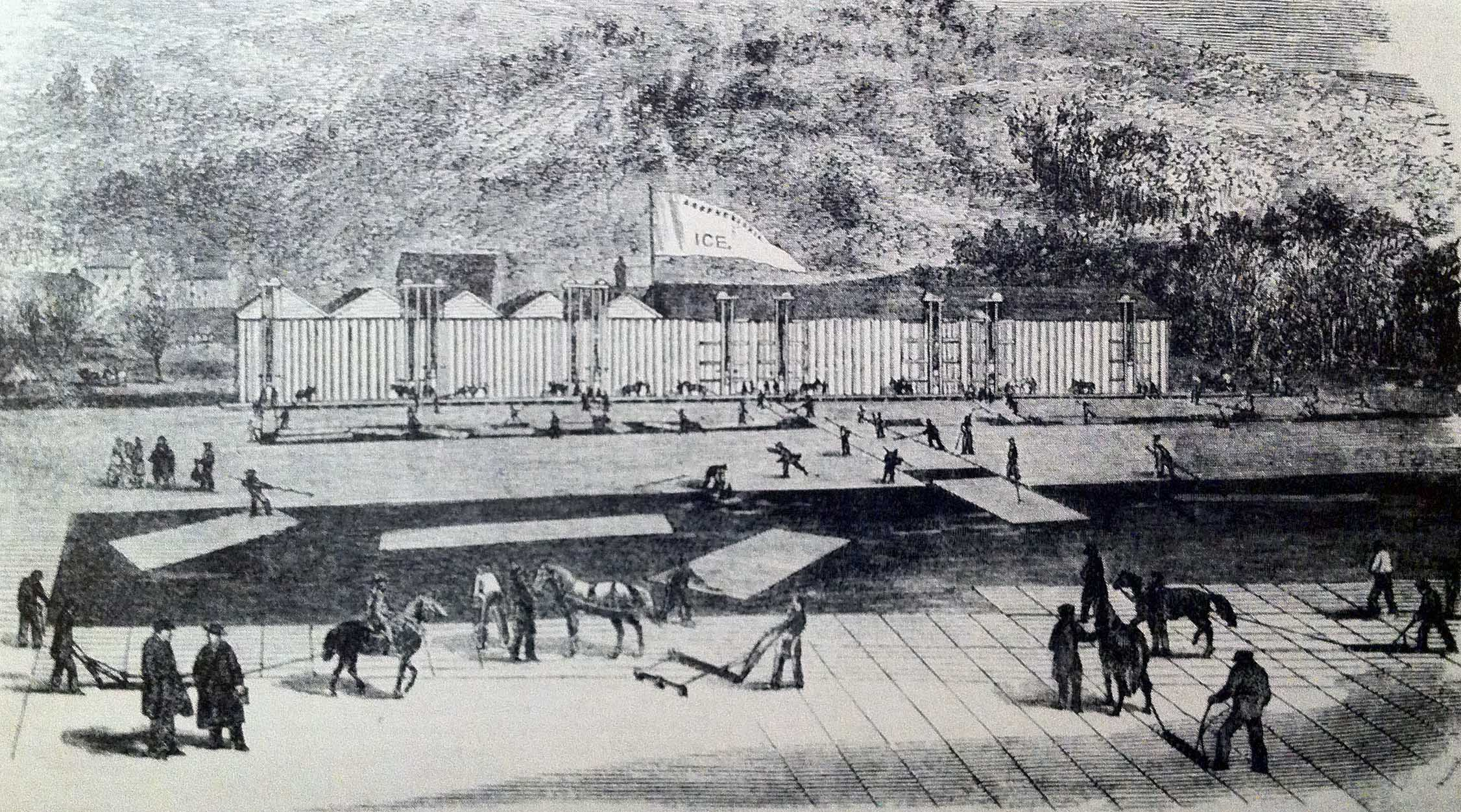
Recogida de hielo cerca de Nueva York, 1852, mostrando los ascensores verticales utilizados para llenar la casa de hielo.

La década de 1850 fue un periodo de transición para el comercio del hielo. La industria ya era bastante grande: en 1855 se invertían en ella alrededor de 6-7 millones de dólares (118-138 millones de dólares en 2010) en Estados Unidos y se calcula que se almacenaban en todo momento dos millones de toneladas (dos mil millones de kg) de hielo en almacenes de todo el país. Sin embargo, durante la década siguiente, el creciente comercio dejó de depender del mercado internacional de exportación para abastecer primero a las crecientes ciudades del este de Estados Unidos y luego al resto del país, en rápida expansión.
En 1850, California estaba en plena fiebre del oro; respaldadas por esta repentina demanda de lujos, las empresas de Nueva Inglaterra hicieron los primeros envíos, por barco, a San Francisco y Sacramento, en California, incluido un cargamento de manzanas refrigeradas. El mercado estaba probado, pero enviar hielo de esta forma era caro y la demanda superaba a la oferta. En su lugar, en 1851 se empezó a encargar hielo a Alaska, entonces controlada por Rusia, a 75 dólares la tonelada (901 kg). Posteriormente, en 1853, se constituyó en San Francisco la American-Russian Commercial Company (Compañía Comercial Ruso-Estadounidense) para trabajar en colaboración con la Russian-American Company (Compañía Ruso-Estadounidense) de Alaska en el suministro de hielo a la costa oeste de América. La compañía rusa entrenó a equipos de las Aleutianas para recoger hielo en Alaska, construyó aserraderos para producir aserrín aislante y envió el hielo al sur junto con suministros de pescado refrigerado. Los costes de esta operación seguían siendo elevados, y M. Tallman fundó la empresa rival Nevada Ice Company (Compañía de Hielo de Nevada), que recogía hielo en Pilot Creek y lo transportaba a Sacramento, con lo que el precio del hielo en la costa oeste bajó a siete centavos (2 dólares) la libra (0,5 kg).
Estados Unidos se expandía hacia el oeste y en Ohio, Hiram Joy empezó a explotar el lago Crystal, cerca de Chicago, que pronto quedó unido a la ciudad por el ferrocarril de Chicago, St. Paul y Fond du Lac. El hielo se utilizó para poder llevar las mercancías al mercado. Cincinnati y Chicago empezaron a utilizar el hielo para facilitar el envasado de carne de cerdo en verano; John L. Schooley desarrolló la primera cámara frigorífica de envasado. La fruta comenzó a almacenarse en el centro de Illinois mediante frigoríficos, para su consumo en temporadas posteriores. En la década de 1860 ya se utilizaba hielo para permitir la elaboración de la cada vez más popular cerveza Lager durante todo el año. La mejora de las conexiones ferroviarias contribuyó al crecimiento de los negocios en toda la región y hacia el este.

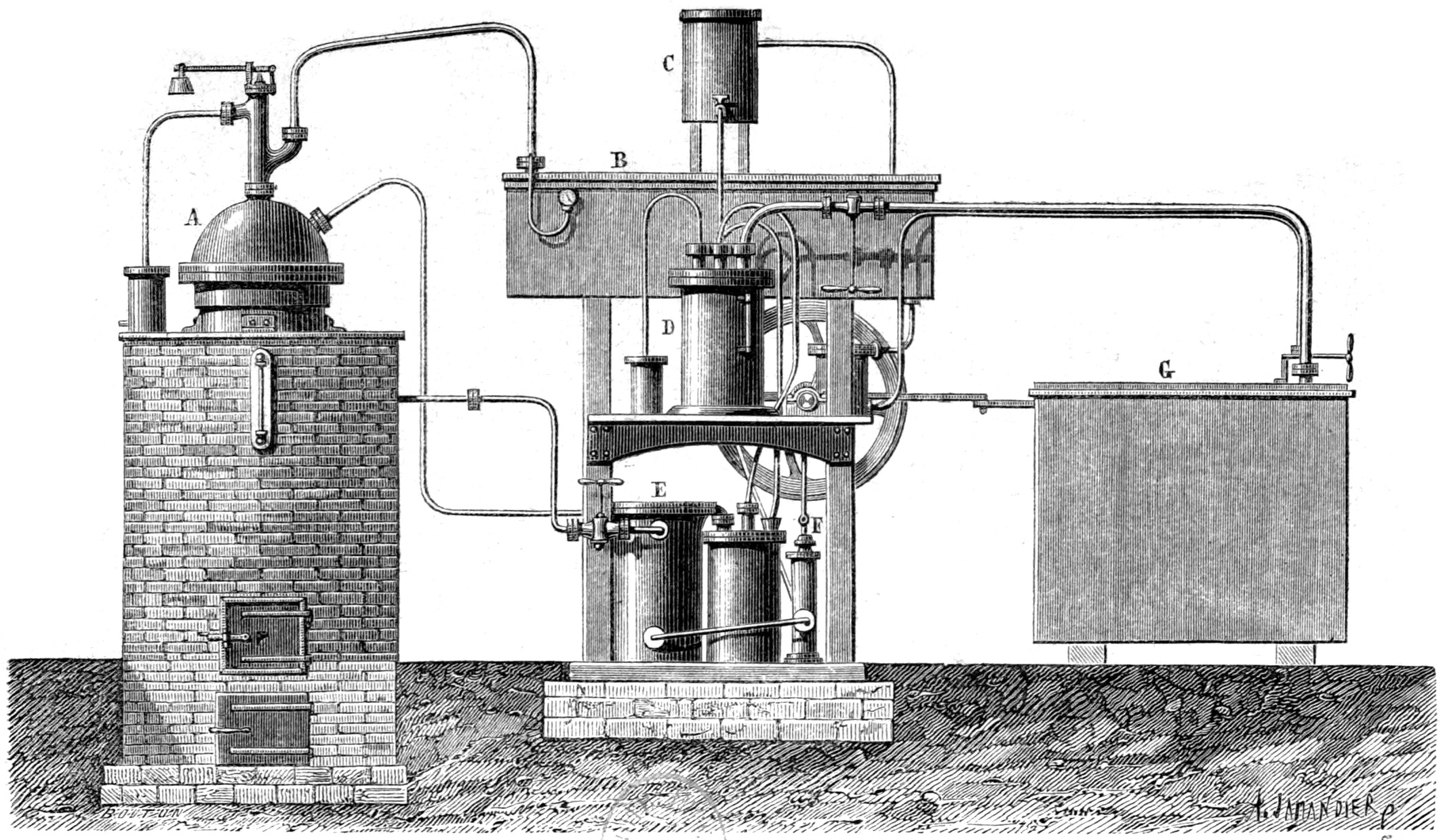
Una de las primeras máquinas de hielo Ferdinand Carré.

Mientras tanto, desde 1748 se sabía que era posible enfriar artificialmente el agua con equipos mecánicos, y a finales de la década de 1850 se intentó producir hielo artificial a escala comercial. Para ello se habían inventado varios métodos, como el motor de refrigeración por compresión de vapor de éter dietílico de Jacob Perkins, inventado en 1834; los motores que utilizaban aire precomprimido; los motores de ciclo de aire de John Gorrie; y los enfoques basados en el amoníaco, como los defendidos por Ferdinand Carré y Charles Tellier. El producto resultante se denominó hielo vegetal o artificial, pero su fabricación comercial tropezaba con numerosos obstáculos. La producción de hielo vegetal requería grandes cantidades de combustible, en forma de carbón, y capital para maquinaria, por lo que producir hielo a un precio competitivo era todo un reto. La tecnología inicial era poco fiable, y durante muchas décadas las plantas de hielo se enfrentaron al riesgo de explosiones y los consiguientes daños a los edificios circundantes. Los métodos basados en el amoníaco dejaban potencialmente amoníaco peligroso en el hielo, al que se había filtrado a través de las juntas de la maquinaria. Durante la mayor parte del siglo XIX, el hielo de las plantas no era tan claro como gran parte del hielo natural, a veces dejaba residuos blancos cuando se derretía y en general, se consideraba menos apto para el consumo humano que el producto natural.
No obstante, Alexander Twining y James Harrison crearon fábricas de hielo en Ohio y Melbourne respectivamente durante la década de 1850, ambas con motores Perkins. Twining descubrió que no podía competir con el hielo natural, pero en Melbourne la fábrica de Harrison llegó a dominar el mercado. La distancia entre Australia y Nueva Inglaterra, donde los viajes podían durar 115 días y el consiguiente alto nivel de desperdicio (150 toneladas del primer cargamento de 400 toneladas a Sídney se derritieron en el camino) hicieron relativamente fácil que el hielo de planta compitiera con el producto natural. En otros lugares, sin embargo, el hielo natural dominó todo el mercado.

### Expansión y competencia (1860-1880)

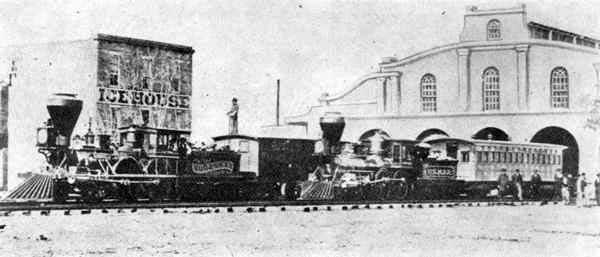
Una fábrica de hielo y la línea de ferrocarril vecina en Algiers (Luisiana), 1865.

El comercio internacional de hielo continuó durante la segunda mitad del siglo XIX, pero se fue alejando cada vez más de sus antiguas raíces en Nueva Inglaterra. De hecho, las exportaciones de hielo desde Estados Unidos alcanzaron su punto álgido en torno a 1870, cuando salieron de los puertos 65.802 toneladas (59.288.000 kg), por valor de 267.702 dólares (4.610.000 dólares en 2010).
Uno de los factores fue la lenta difusión del hielo vegetal en la India. Las exportaciones de Nueva Inglaterra a la India alcanzaron su punto álgido en 1856, cuando se enviaron 146.000 toneladas (132 millones de kg), y el mercado indio de hielo natural se tambaleó durante la Rebelión India de 1857, volvió a caer durante la guerra civil estadounidense y las importaciones de hielo disminuyeron lentamente a lo largo de la década de 1860. Espoleadas por la introducción de fábricas de hielo artificial en todo el mundo por la Marina Real Británica, en 1874 se fundó en Madrás la International Ice Company (Compañía Internacional del Hielo) y en 1878 la Bengal Ice Company (Compañía de Hielo de Bengala). Juntas, bajo el nombre de Calcutta Ice Association (Asociación de Hielo de Calcuta), expulsaron rápidamente del mercado al hielo natural.
En Europa también se desarrolló un comercio de hielo. En la década de 1870, cientos de hombres se dedicaban a cortar hielo de los glaciares de Grindelwald, en Suiza y París, en Francia, empezó a importar hielo del resto de Europa en 1869. Mientras tanto, Noruega entró en el comercio internacional de hielo, centrándose en las exportaciones a Inglaterra. Los primeros envíos desde Noruega a Inglaterra se habían producido en 1822, pero las exportaciones a mayor escala no se produjeron hasta la década de 1850. La recolección de hielo se centró inicialmente en los fiordos de la costa occidental, pero las deficientes conexiones de transporte local empujaron el comercio hacia el sur y el este, hacia los principales centros de las industrias maderera y naviera noruegas, ambas esenciales para la exportación de hielo.
A principios de la década de 1860, el lago Oppegård, en Noruega, fue rebautizado como "lago Wenham" con el fin de confundir el producto con las exportaciones de Nueva Inglaterra, y las exportaciones a Inglaterra aumentaron. Inicialmente, éstas corrían a cargo de intereses comerciales británicos, pero con el tiempo pasaron a manos de empresas noruegas. La distribución del hielo noruego por Gran Bretaña se vio favorecida por las crecientes redes ferroviarias, mientras que la conexión ferroviaria construida entre el puerto pesquero de Grimsby y Londres en 1853 creó una demanda de hielo para permitir el transporte de pescado fresco a la capital.

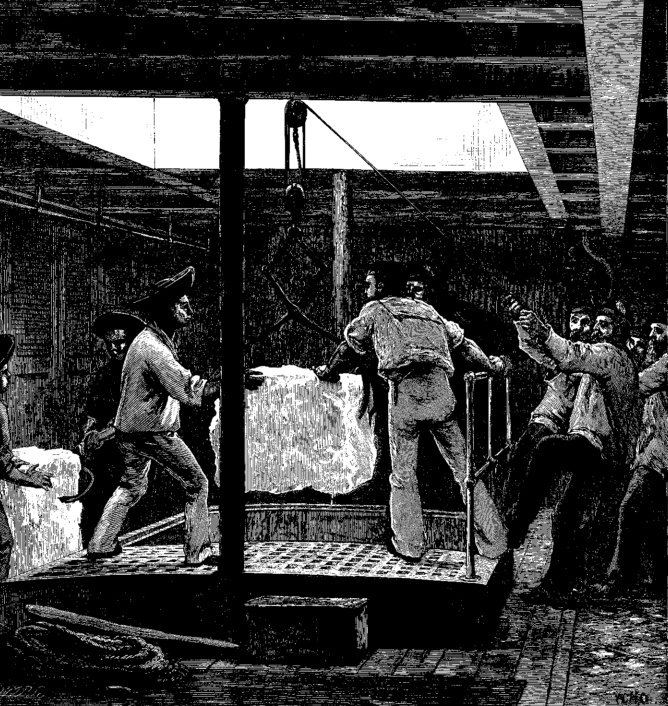
Tomando hielo en el HMS Serapis antes de su viaje a la India, 1875.

El mercado oriental del hielo en Estados Unidos también estaba cambiando. Ciudades como Nueva York, Baltimore y Filadelfia experimentaron un auge demográfico en la segunda mitad del siglo; Nueva York triplicó su tamaño entre 1850 y 1890, por ejemplo, lo que hizo aumentar considerablemente la demanda de hielo en toda la región. En 1879, los hogares de las ciudades del este consumían dos tercios de tonelada (601 kg) de hielo al año y se les cobraba 40 centavos (9,30 $) por cada 100 libras (45 kg); se necesitaban 1.500 vagones sólo para entregar hielo a los consumidores de Nueva York.
Para satisfacer esta demanda, el comercio de hielo se desplazó cada vez más hacia el norte, alejándose de Massachusetts y acercándose a Maine. Los inviernos de Nueva Inglaterra se hicieron más cálidos en el siglo XIX, y la industrialización provocó la contaminación de un mayor número de estanques y ríos naturales. Se redujo el comercio a través de Nueva Inglaterra al abrirse otras vías para llegar a los mercados del oeste de Estados Unidos, lo que hizo menos rentable el comercio de hielo desde Boston, al tiempo que aumentaba el coste de producción de los barcos de la región debido a la deforestación. Por último, en 1860 se produjo la primera de las cuatro hambrunas de hielo a lo largo del Hudson (inviernos cálidos que impidieron la formación de hielo en Nueva Inglaterra), lo que provocó escasez e hizo subir los precios.
El estallido de la guerra civil estadounidense en 1861 entre Estados Unidos y sus estados del Sur también contribuyó a esta tendencia. La guerra interrumpió la venta de hielo del Norte al Sur, y los comerciantes de Maine se dedicaron a abastecer al Ejército de la Unión, cuyas fuerzas utilizaban hielo en sus campañas más meridionales. James L. Cheeseman había respondido a la hambruna de hielo de 1860 trasladando su negocio de comercio de hielo desde el Hudson hacia el norte, en Maine, trayendo consigo las últimas tecnologías y técnicas; Cheeseman llegó a conseguir valiosos contratos con el Ejército de la Unión durante los años de la guerra. Las máquinas de hielo Carré llegaron a Nueva Orleans para suplir la escasez en el Sur, centrándose sobre todo en el abastecimiento de los hospitales sureños. En los años de posguerra, el número de plantas de este tipo aumentó, pero una vez reanudada la competencia del Norte, el hielo natural más barato dificultó en un principio que los fabricantes obtuvieran beneficios. A finales de la década de 1870, sin embargo, las mejoras en la eficiencia les permitieron expulsar el hielo natural del mercado en el Sur.

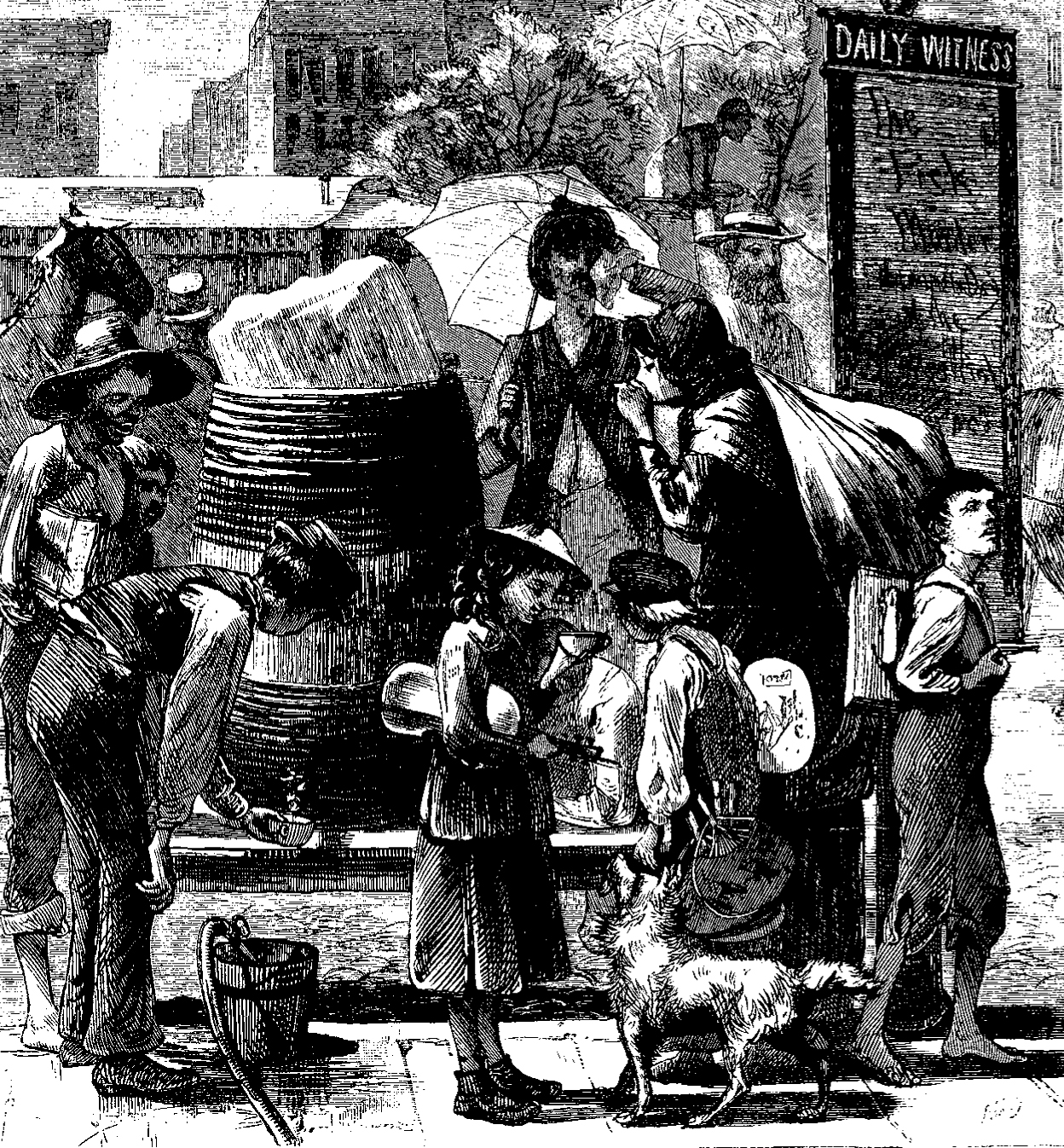
Distribución de agua helada desde un barril, 1872.

Otra escasez de hielo en 1870 afectó tanto a Boston como al Hudson, y en 1880 se produjo otra escasez, por lo que los empresarios recurrieron al río Kennebec, en Maine, como fuente alternativa. El Kennebec, junto con el Penboscot y el Sheepscot, se abrió ampliamente a la industria del hielo, convirtiéndose en una fuente importante, sobre todo en inviernos cálidos, durante el resto del siglo XIX.
En la década de 1860, el hielo natural se utilizaba cada vez más para transportar productos del oeste de Estados Unidos al este, empezando por la carne refrigerada de Chicago. Al principio hubo cierta oposición, tanto por parte de los propietarios de los vagones de ganado como de los carniceros del este, que salían perdiendo con el comercio; sin embargo, en la década de 1870, varios cargamentos partían hacia el este cada día. La mantequilla refrigerada del Medio Oeste se enviaba entonces desde Nueva York a Europa, y en la década de 1870 el 15% del consumo de mantequilla del Reino Unido se satisfacía de este modo. Una cadena de estaciones de refrigeración en Chicago, Omaha, Utah y Sierra Nevada permitía a los vagones frigoríficos del ferrocarril cruzar el continente. La capacidad de las compañías de hielo para transportar su producto por ferrocarril desde el este fue la gota que colmó el vaso del comercio de hielo de Alaska, que se hundió durante las décadas de 1870 y 1880 ante la competencia, destruyendo de paso la industria local de aserraderos.
Durante la década de 1870, Timothy Eastman, de la empresa Bell Brothers (Hermanos Bell), empezó a utilizar hielo para transportar carne estadounidense a Gran Bretaña; el primer cargamento llegó con éxito en 1875 y al año siguiente se enviaron 9.888 toneladas (8.909.000 kg) de carne. La carne refrigerada se vendía al por menor en almacenes y tiendas especiales. En Gran Bretaña se temía que la carne estadounidense refrigerada inundara el mercado y perjudicara a los ganaderos nacionales, pero las exportaciones continuaron. Las empresas cárnicas rivales Armour y Swift, con sede en Chicago, entraron en el mercado del transporte refrigerado de carne a finales de 1870, estableciendo su propia flota de vagones frigoríficos, red de estaciones de congelación y otras infraestructuras, aumentando las ventas de carne refrigerada de Chicago a la costa este de 15.680 toneladas (14.128.000 kg) al año en 1880, a 173.067 toneladas (155.933.000 kg) en 1884.

### Apogeo del comercio (1880-1900)

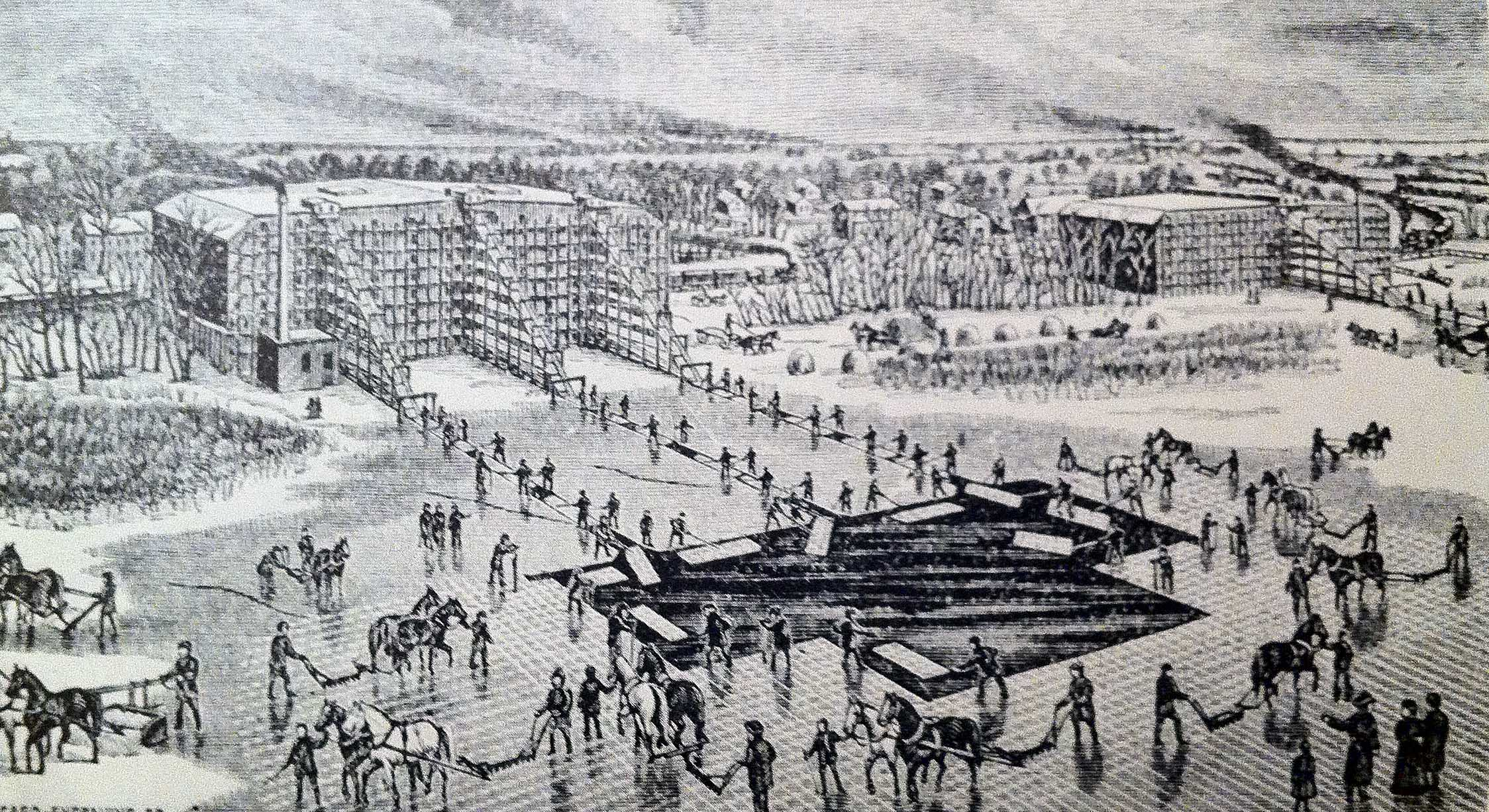
Recogida de hielo en Lago Wolf (Indiana), en 1889, mostrando las cintas transportadoras utilizadas para elevar el producto hasta la casa de hielo.

Aunque la fabricación de hielo vegetal artificial seguía siendo insignificante en 1880, empezó a crecer en volumen hacia finales de siglo, cuando las mejoras tecnológicas permitieron por fin producir hielo vegetal a un precio competitivo. Normalmente, las fábricas de hielo se implantaron primero en lugares más distantes, donde el hielo natural estaba en desventaja en cuanto a costes. Los mercados australiano e indio ya estaban dominados por el hielo vegetal, y en las décadas de 1880 y 1890 empezaron a construirse plantas de hielo en Brasil, que poco a poco fueron sustituyendo al hielo importado. En Estados Unidos, las plantas empezaron a ser más numerosas en los estados del sur. Las compañías de transporte de larga distancia siguieron utilizando hielo natural barato para la mayor parte de sus necesidades de refrigeración, pero ahora compraban hielo vegetal local en puntos clave de Estados Unidos, para hacer frente al aumento de la demanda y evitar la necesidad de mantener reservas de hielo natural. A partir de 1898, la industria pesquera británica también empezó a recurrir al hielo vegetal para refrigerar sus capturas.
La tecnología de las instalaciones comenzó a orientarse hacia el problema de la refrigeración directa de cámaras y contenedores, para sustituir la necesidad de transportar hielo. En la década de 1870 se empezó a presionar para que se sustituyeran los depósitos de hielo en las rutas transatlánticas. Tellier fabricó un almacén refrigerado para el barco de vapor Le Frigorifique, que se utilizó para transportar carne de vacuno de Argentina a Francia, mientras que la empresa Bells, con sede en Glasgow, ayudó a patrocinar un nuevo refrigerador de aire comprimido para buques que utilizaba el método Gorrie, denominado diseño Bell-Coleman. Estas tecnologías pronto se utilizaron en el comercio con Australia, Nueva Zelanda y Argentina. El mismo planteamiento comenzó a adoptarse en otras industrias. Carl von Linde encontró la forma de aplicar la refrigeración mecánica a la industria cervecera, eliminando su dependencia del hielo natural; los almacenes frigoríficos y los envasadores de carne empezaron a confiar en las plantas de refrigeración.

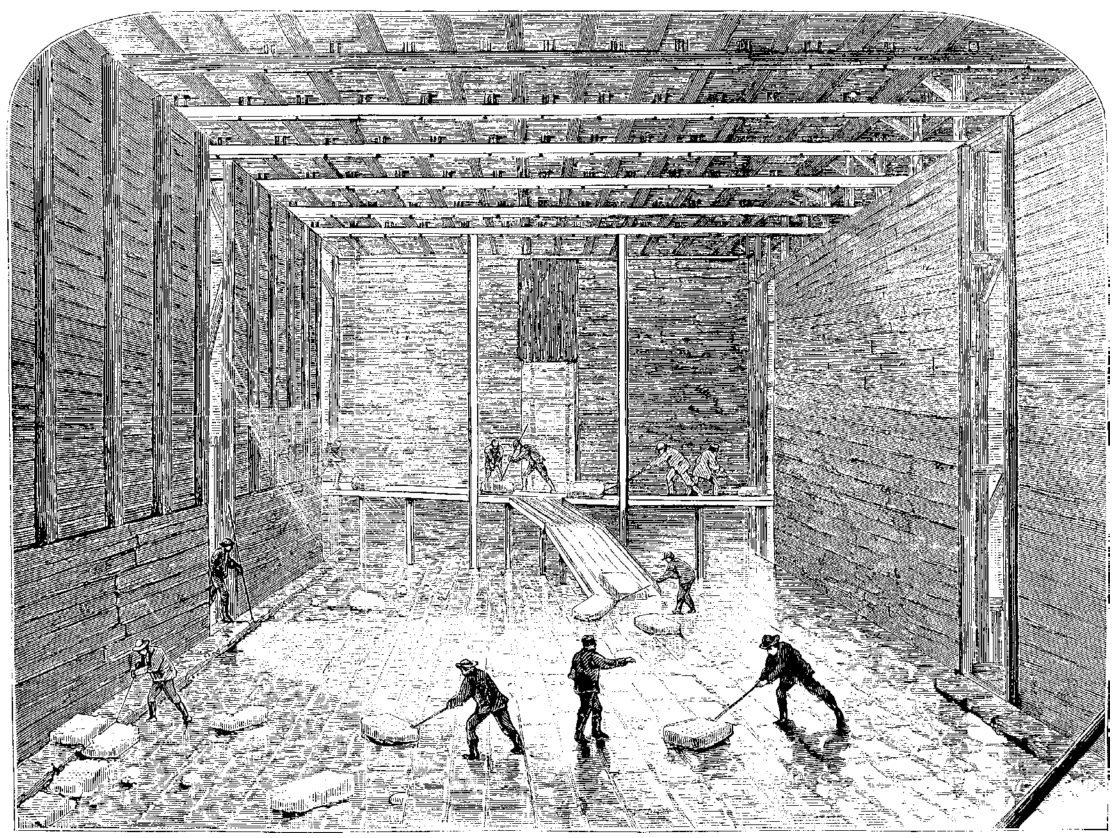
Apilamiento de hielo en un almacén de Barrytown, en el río Hudson.

A pesar de esta competencia emergente, el hielo natural siguió siendo vital para las economías norteamericana y europea, con una demanda impulsada por el aumento del nivel de vida. La enorme demanda de hielo en la década de 1880 impulsó el comercio de hielo natural para seguir expandiéndose. Alrededor de cuatro millones de toneladas (cuatro mil millones de kg) de hielo se almacenaban rutinariamente sólo a lo largo del río Hudson y Maine, el Hudson tenía alrededor de 135 almacenes importantes a lo largo de sus orillas y empleaba a 20.000 trabajadores. Las empresas se expandieron a lo largo del río Kennebec, en Maine, para satisfacer la demanda, y en 1880 se necesitaron 1.735 barcos para transportar el hielo hacia el sur. Los lagos de Wisconsin empezaron a ponerse en producción para abastecer al Medio Oeste. En 1890 se produjo otra hambruna de hielo en el Este: las cosechas del Hudson fracasaron por completo, lo que provocó una repentina carrera de los empresarios para establecer operaciones en Maine, donde el hielo se había formado con éxito. Desgraciadamente para los inversores, el verano siguiente fue bastante fresco, lo que suprimió la demanda de acciones, y muchos empresarios se arruinaron. En todo Estados Unidos, se calcula que 90.000 personas y 25.000 caballos participaron en un comercio capitalizado en 28 millones de dólares (660 millones de dólares en 2010).
El comercio noruego alcanzó su punto álgido en la década de 1890, con un millón de toneladas (900 millones de kg) de hielo exportado desde Noruega hacia 1900; la gran empresa Leftwich de Gran Bretaña, importadora de gran parte de este producto, mantenía almacenadas mil toneladas (900.000 kg) de hielo en todo momento para satisfacer la demanda. Austria entró en el mercado europeo del hielo después de Noruega, con la Vienna Ice Company (Compañía de Hielo de Viena) exportando hielo natural a Alemania a finales de siglo.
Hacia finales de siglo se produjo una conglomeración considerable en el comercio de hielo de Estados Unidos, y competidores extranjeros, como Noruega, se quejaron de la connivencia estadounidense. Charles W. Morse era un hombre de negocios de Maine que hacia 1890 había utilizado procesos financieros cuestionables para adquirir el control de la New York City Ice Company (Compañía de Hielo de Nueva York) y la Consumers' Ice Company de Nueva York (Compañía de Hielo de Consumidores de Nueva York), fusionándolas en la Consolidated Ice Company (Compañía de Hielo Consolidada). A su vez, Morse compró a su principal competidor, la Knickerbocker Ice Company (Compañía de Hielo Knickerbocker) de Nueva York, en 1896, lo que le dio el control de unos cuatro millones de toneladas (cuatro mil millones de kg) de las cosechas regionales de hielo al año. Morse incorporó a sus pocos rivales restantes a la American Ice Company (Compañía Americana de Hielo) en 1899, lo que le dio el control de todos los suministros y la distribución de hielo natural y vegetal en el noreste de Estados Unidos. En la costa oeste, Edward Hopkins formó la Union Ice Company (Compañía de Hielo Unión) en San Francisco, agrupando una serie de empresas de hielo regionales para dar lugar a otra enorme compañía de hielo. Por el contrario, la competencia en el mercado británico seguía siendo dura, lo que mantenía los precios relativamente bajos.

### Fin del comercio (sigloXX)

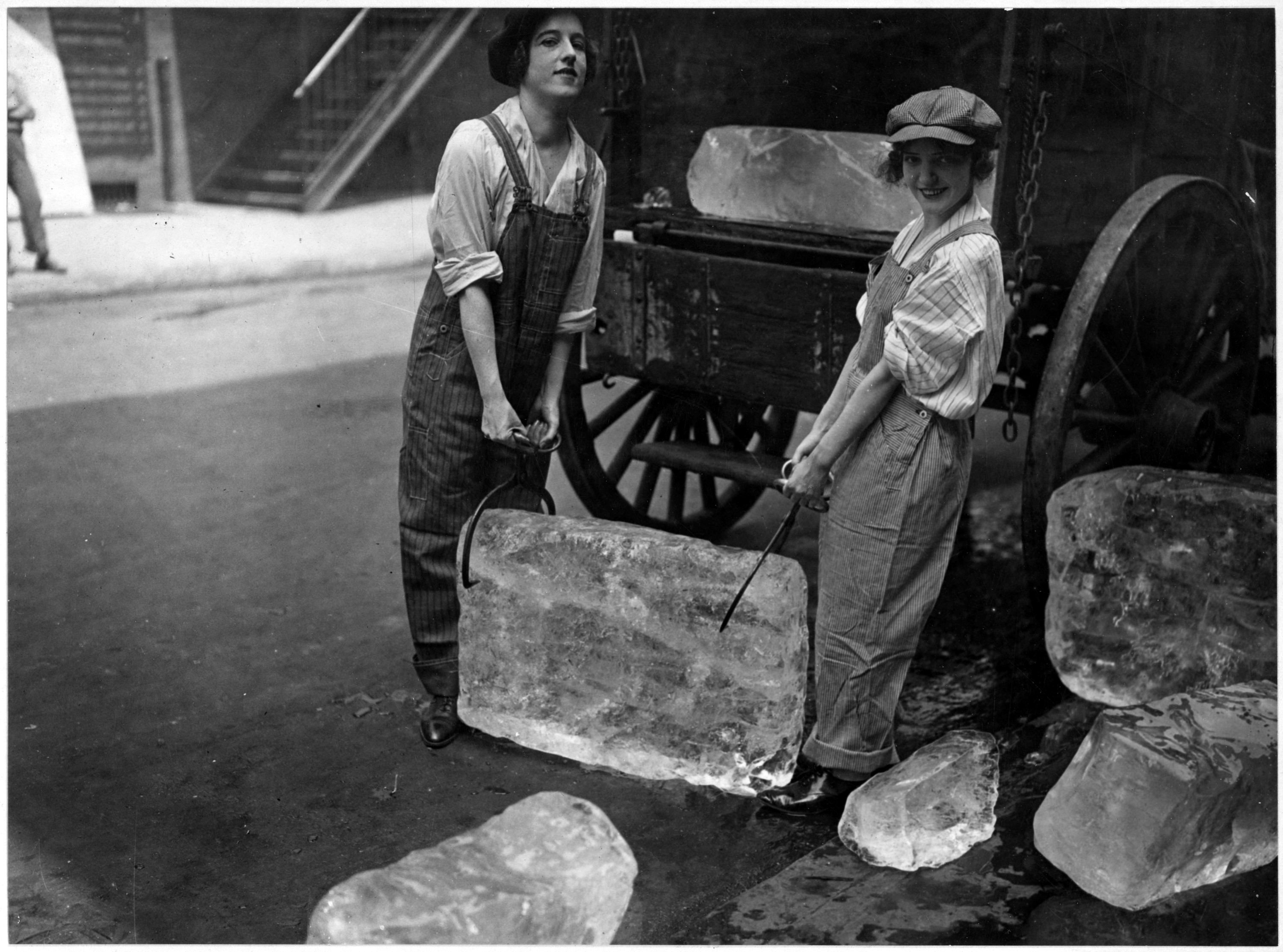
Mujeres repartiendo hielo en la Primera Guerra Mundial desde un carro de hielo, durante el auge final del comercio de hielo.

El comercio de hielo natural fue rápidamente suplantado por los sistemas de refrigeración y el hielo vegetal durante los primeros años del siglo XX. La producción de hielo vegetal en Nueva York se duplicó entre 1900 y 1910 y, en 1914, se producían en Estados Unidos 26 millones de toneladas (23.000 millones de kg) de hielo vegetal al año, frente a los 24 millones de toneladas (22.000 millones de kg) de hielo cosechado de forma natural. En todo el mundo se produjo una tendencia similar (en Gran Bretaña había 103 fábricas de hielo en 1900, por ejemplo), lo que hizo cada vez menos rentable importar hielo de Estados Unidos; en 1910, las importaciones anuales de hielo se redujeron a menos de 15.000 toneladas (13 millones de kg). Esto se reflejó en el cambio de nombre de las publicaciones comerciales: el Ice Trade Journal, por ejemplo, cambió su título por el de Refrigerating World.
La tendencia hacia el hielo artificial se vio acelerada por las periódicas hambrunas de hielo de la época, como la británica de 1898, que solían provocar rápidas subidas de precios, alimentaban la demanda de hielo vegetal y fomentaban la inversión en las nuevas tecnologías. También creció la preocupación por la seguridad del hielo natural. Ya en la década de 1870 surgieron en Estados Unidos los primeros informes sobre la producción de hielo a partir de lagos y ríos contaminados. Las autoridades sanitarias británicas creían que el hielo noruego era, por lo general, mucho más puro y seguro que el de origen estadounidense, pero informes de 1904 señalaban el riesgo de contaminación en tránsito y recomendaban pasar al uso de hielo vegetal. En 1907, especialistas neoyorquinos afirmaron que el hielo del río Hudson no era seguro para el consumo y podía contener gérmenes de la fiebre tifoidea; el informe fue rebatido con éxito por la industria del hielo natural, pero la opinión pública se estaba volviendo en contra del hielo natural por motivos de seguridad. Los fabricantes de hielo artificial a menudo aprovechaban estos temores de contaminación en su publicidad. La industria también sufrió daños importantes a causa de los incendios, como el famoso incendio de las instalaciones de la American Ice Company en Iceboro en 1910, que destruyó los edificios y las goletas adyacentes, causando daños por valor de unos 130.000 dólares (2.300.000 dólares en 2010) y paralizando la industria del hielo de Maine.

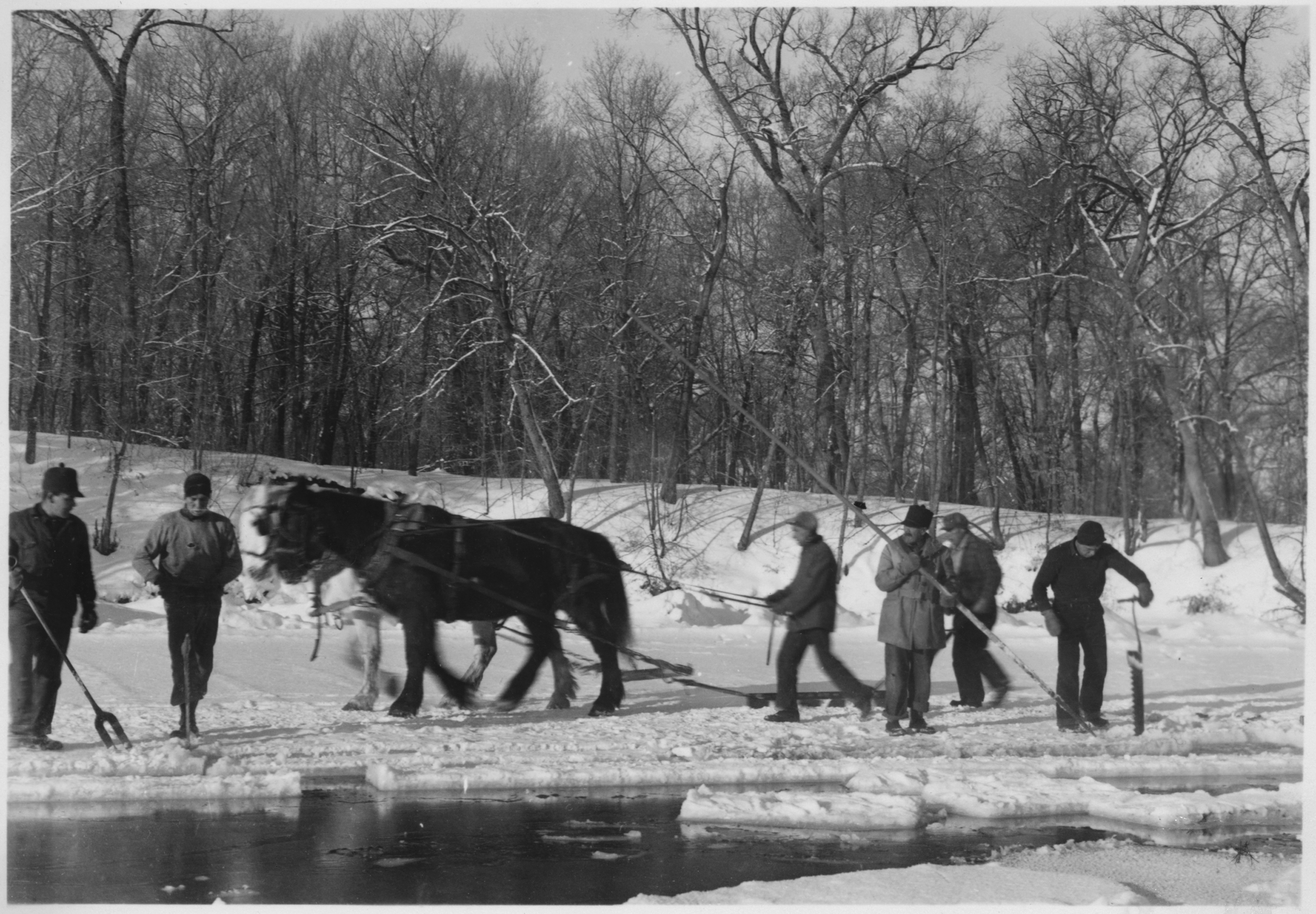
Recogida de hielo en Kansas tras el fin del comercio, 1935 c. 1935.

En respuesta a esta creciente competencia, las empresas de hielo natural examinaron diversas opciones. Algunas invirtieron en hielo vegetal. Se introdujeron nuevas herramientas para acelerar la recogida de hielo, pero estas mejoras de la eficiencia se vieron superadas por los avances técnicos en la fabricación de hielo vegetal. Se creó la Natural Ice Association of America (Asociación Americana del Hielo Natural) para promover las ventajas del hielo natural y las empresas se aprovecharon de la creencia errónea entre los clientes de que el hielo natural se derretía más lentamente que el fabricado. Bajo presión, algunas empresas de hielo intentaron explotar sus monopolios locales sobre las redes de distribución de hielo para subir artificialmente los precios a los clientes urbanos. Uno de los casos más destacados fue el de Charles Morse y su American Ice Company, que de repente casi triplicó los precios al por mayor y duplicó los precios al por menor en Nueva York en 1900, en medio de una ola de calor; esto provocó un escándalo que hizo que Morse vendiera todos sus activos en el comercio del hielo para escapar a la justicia, obteniendo en el proceso un beneficio de 12 millones de dólares (320 millones de dólares).
Cuando Estados Unidos entró en la Primera Guerra Mundial en 1917, el comercio de hielo estadounidense recibió un impulso temporal a la producción. Los envíos de alimentos refrigerados a Europa se dispararon durante la guerra, lo que supuso una importante demanda de las capacidades de refrigeración existentes en el país, mientras que la necesidad de producir municiones para el esfuerzo bélico hizo que el amoníaco y el carbón para las plantas de refrigeración escasearan. El gobierno estadounidense colaboró con las industrias de plantas y de hielo natural para promover el uso de hielo natural con el fin de aliviar la carga y mantener un suministro adecuado. Sin embargo, para Gran Bretaña y Noruega, la guerra tuvo un impacto negativo en el comercio de hielo natural; el intento alemán de bloquear el Mar del Norte con submarinos dificultó los envíos y, en su lugar, Gran Bretaña dependió cada vez más de su limitado número de plantas de hielo para abastecerse.

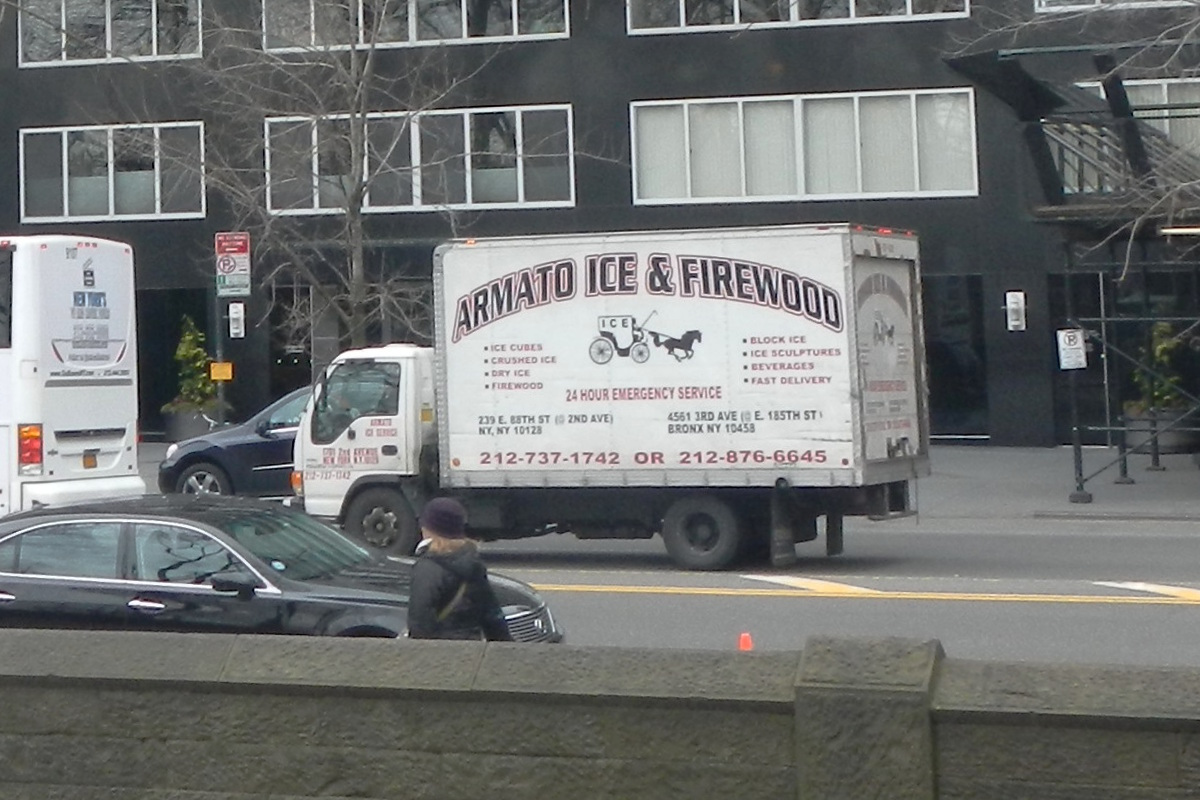
Camión de hielo de Manhattan, 2013.

En los años posteriores a la guerra, la industria del hielo natural pasó a un segundo plano. La industria se dedicó por completo al hielo vegetal y a los sistemas de refrigeración mecánicos, y la introducción de motores eléctricos baratos hizo que los frigoríficos domésticos modernos se generalizaran en los hogares estadounidenses en los años 30 y en Europa en los 50, lo que permitió fabricar hielo en casa. Las cosechas de hielo natural se redujeron drásticamente, y los almacenes de hielo se abandonaron o se reconvirtieron para otros usos. El uso de hielo natural a pequeña escala persistió en zonas más remotas durante algunos años, y ocasionalmente se siguió recogiendo hielo para tallarlo en competiciones artísticas y festivales, pero a finales del siglo XX quedaban muy pocos recuerdos físicos del comercio.

## Suministro
Para que el hielo natural llegara a sus clientes, había que recogerlo de estanques y ríos, transportarlo y almacenarlo en diversos lugares antes de utilizarlo finalmente en aplicaciones domésticas o comerciales. A lo largo de estos procesos, los comerciantes se enfrentaban al problema de evitar que el hielo se derritiera; el hielo derretido representaba un desperdicio y una pérdida de beneficios. En las décadas de 1820 y 1830, sólo el 10% del hielo cosechado se vendía finalmente al usuario final debido al desperdicio en el camino. A finales del siglo XIX, sin embargo, el desperdicio en el comercio del hielo se redujo a entre el 20% y el 50%, dependiendo de la eficiencia de la empresa.

### Recolección
El comercio del hielo comenzó con la recolección de hielo de estanques y ríos durante el invierno, para almacenarlo para los meses de verano venideros. El agua se congela cuando alcanza una temperatura de 5 °C (40 °F) y la temperatura ambiente desciende a 0 °C (32 °F). El hielo debía tener un grosor mínimo de 0,46 m (18 pulgadas) para poder ser recogido, ya que debía soportar el peso de los trabajadores y los caballos y ser adecuado para cortarlo en grandes bloques. En Nueva Inglaterra, los estanques y los ríos solían tener hielo lo bastante profundo como para cosecharlo entre enero y marzo, mientras que en Noruega se cosechaba entre diciembre y febrero. El hielo natural podía presentarse con distintas calidades; el más apreciado era el duro, de cristal transparente, que solía consumirse en la mesa; el más poroso, de color blanco, era menos valioso y se utilizaba en la industria. Con un buen espesor de hielo, podían cosecharse unas 1.000 toneladas (900.000 kg) de un acre (0,4 hectáreas) de aguas superficiales.
Las fuentes puramente naturales fueron insuficientes en algunas zonas y se tomaron medidas adicionales para aumentar el suministro. En Nueva Inglaterra se perforaron agujeros en el hielo para favorecer el engrosamiento de la superficie. También se crearon lagos artificiales en algunas zonas, y se publicaron orientaciones sobre la mejor manera de construir las presas que constituían el núcleo de estos diseños. En Maine, hacia finales de siglo, se embalsaron e inundaron tierras bajas y pantanosas para satisfacer la demanda de hielo, mientras que los estanques de molinos artificiales preexistentes en Wisconsin resultaron ser ideales para la recolección de hielo comercial. En Alaska, se construyó un gran lago artificial poco profundo de unos 16 hectáreas para facilitar la producción y la cosecha de hielo; en las islas Aleutianas se adoptaron medidas similares; en Noruega se llevaron más lejos y se construyeron varios lagos artificiales de hasta 800 metros de largo en tierras de cultivo para aumentar el suministro, incluidos algunos construidos en el mar para recoger agua dulce para el hielo.

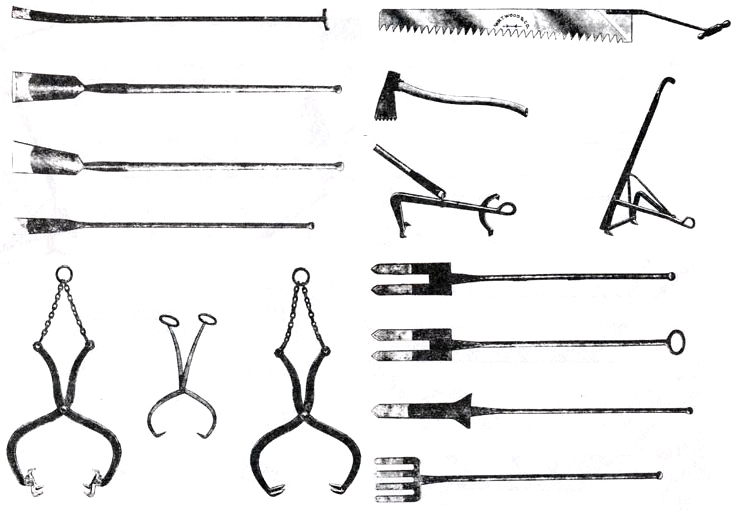
Selección de herramientas especializadas en hielo de finales del ; en el sentido de las agujas del reloj, desde arriba a la izquierda, cinceles; sierra para hielo, azuela para hielo, pinzas; barras; tenazas.

El corte del hielo constaba de varias etapas y solía realizarse por la noche, cuando el hielo era más grueso. Primero se limpiaba la superficie de nieve con rascadores, se comprobaba la profundidad del hielo para ver si era adecuado y, a continuación, se marcaba la superficie con cizallas para trazar las líneas de los futuros bloques de hielo. El tamaño de los bloques variaba según el destino: los más grandes se destinaban a los lugares más lejanos, mientras que los más pequeños se destinaban a la propia costa este estadounidense y sólo tenían 22 pulgadas (0,56 m) cuadradas. Finalmente, los bloques podían ser cortados del hielo y llevados flotando hasta la orilla. La rapidez de la operación podía depender de la probabilidad de que un clima más cálido afectara al hielo. Tanto en Nueva Inglaterra como en Noruega, la recolección se realizaba durante una temporada por lo demás tranquila, lo que proporcionaba un valioso empleo local.
El proceso requería una serie de equipos. Algunos de ellos eran equipos de protección para que la mano de obra y los caballos pudieran trabajar con seguridad sobre el hielo, como zapatos de corcho para los hombres y herraduras con púas para los caballos. A principios del siglo XIX sólo se utilizaban herramientas improvisadas, como picos y cinceles, para el resto de la recolección, pero en la década de 1840 Wyeth introdujo varios diseños nuevos para permitir un proceso de recolección a mayor escala y más comercial. Entre ellas figuraba una cortadora de hielo tirada por caballos, parecida a un arado con dos cuchillas paralelas para ayudar a marcar el hielo de forma rápida y uniforme, y más tarde un arado tirado por caballos con dientes para ayudar en el propio proceso de corte, que sustituía al serrucho. En la década de 1850, los fabricantes especializados en herramientas para el hielo elaboraban catálogos y vendían productos a lo largo de la costa este. Durante gran parte del siglo XIX se discutió la conveniencia de una sierra de corte circular, pero resultó poco práctico accionarlas con caballos y no se introdujeron en la cosecha de hielo hasta principios del siglo XX, cuando se dispuso de motores de gasolina.
Sin embargo, un invierno cálido podía paralizar la cosecha de hielo, ya fuera por falta de hielo o por hielo fino que formaba bloques más pequeños o que no podía cosecharse con seguridad. Estos inviernos se denominaban inviernos abiertos en Norteamérica y podían provocar escasez de hielo, lo que se denominaba hambrunas de hielo. Las hambrunas de hielo más famosas en Estados Unidos fueron las de 1880 y 1890, mientras que el invierno templado de 1898 en Noruega obligó a Gran Bretaña a buscar suministros adicionales en Finlandia. Con el tiempo, las hambrunas de hielo fomentaron la inversión en la producción de hielo vegetal, lo que acabó socavando el comercio del hielo.

### Aspectos jurídicos

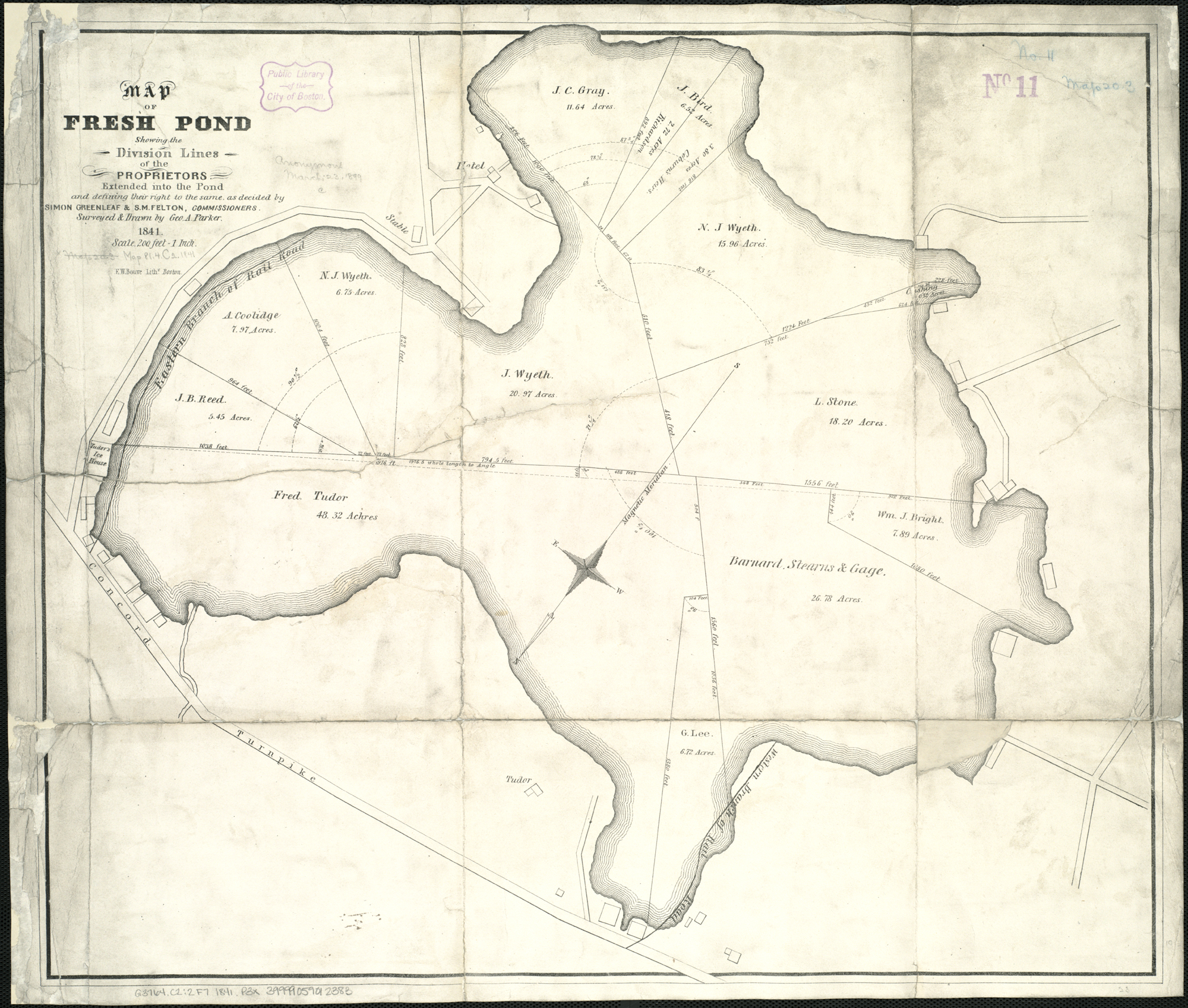
El mapa de 1841 de Simon Greenleaf que establece los derechos sobre el hielo del Estanque Fresh (Cambridge, Massachusetts).

Al principio del comercio del hielo, había pocas restricciones para su recolección en Estados Unidos, ya que tradicionalmente había tenido poco valor y se consideraba un bien libre. Sin embargo, a medida que el comercio se expandía, el hielo adquirió valor y el derecho a cortarlo se convirtió en algo importante. Desde el punto de vista jurídico, se aplicaban normas diferentes a las vías navegables, en las que el derecho a recoger el hielo correspondía al primero que reclamaba, y a las zonas de aguas "públicas", como arroyos o pequeños lagos, en las que se consideraba que el hielo pertenecía a los propietarios de las tierras vecinas.
Sin embargo, muchos lagos tenían varios propietarios y, a raíz de los desacuerdos sobre el Estanque Fresh, en 1841 se encargó al abogado Simon Greenleaf que encontrara una solución. Greenleaf decidió que el derecho a extraer hielo se dividiría en proporción a la extensión de la línea costera que poseyeran los distintos reclamantes; a partir de entonces, los derechos a extraer hielo podían comprarse y venderse, y el valor de los terrenos adyacentes a lugares como el Estanque Fresh aumentó rápidamente: un propietario que compró terrenos a 130 dólares (2.500 dólares en 2010) el acre (0,4 hectáreas) en la década de 1820 rechazó una oferta de 2.000 dólares (44.000 dólares) el acre en la década de 1850.
Esta sentencia no eliminó la posibilidad de disputas, ya que el hielo podía ser arrastrado río abajo a lo largo de los ríos, lo que daba lugar a discusiones sobre la propiedad del hielo desplazado. En algunos estados se declaró ilegal dañar el hielo no cortado perteneciente a otro empresario, pero las discusiones podían seguir volviéndose desagradables. En el invierno de 1900-01, por ejemplo, las disputas entre la Pike and North Lake Company (Compañía Pike y Lago Norte) y su rival, la Wisconsin Lakes Ice and Cartage Company (Compañía de Hielo y Transporte del Lago Wisconsin), por los derechos de recogida de hielo desembocaron en batallas campales entre los trabajadores y en el despliegue de un barco rompehielos de vapor para destrozar los suministros de la competencia.

### Transporte

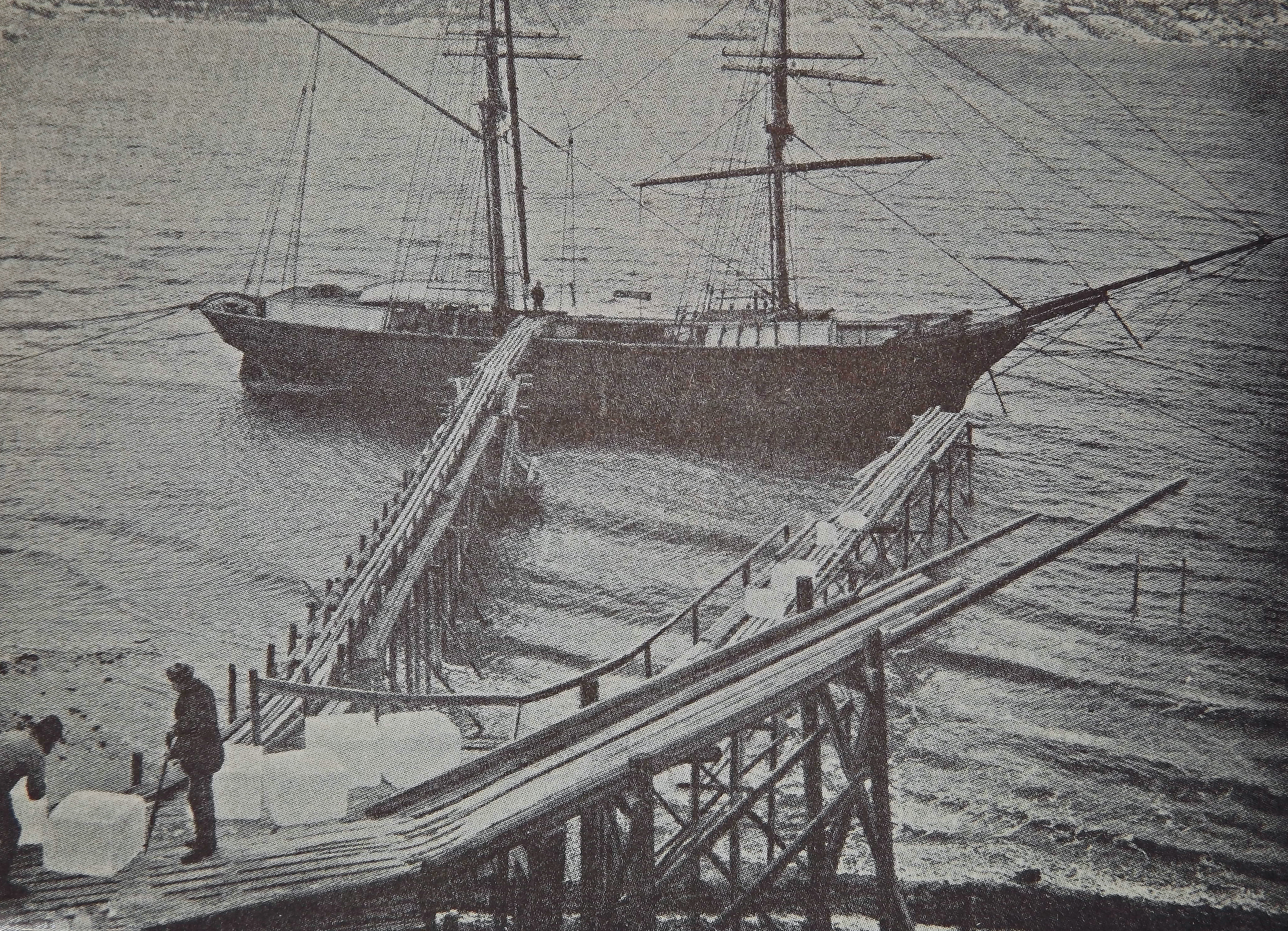
Goleta cargada de hielo en Noruega mediante rampas, finales del.

El hielo natural solía trasladarse varias veces entre el momento de su recolección y su utilización por el cliente final. Se utilizaban diversos métodos, como vagones, ferrocarriles, barcos y gabarras. Los barcos eran especialmente importantes para el comercio del hielo, sobre todo en su fase inicial, cuando el comercio se centraba en las exportaciones internacionales desde Estados Unidos y no existían redes ferroviarias en todo el país.
Por lo general, los comerciantes de hielo alquilaban buques para transportarlo como carga, aunque Frederic Tudor compró inicialmente su propio buque y la Tudor Company (Compañía Tudor) adquirió posteriormente tres cargueros rápidos propios en 1877. El hielo se transportó por primera vez en buques a finales del siglo XVIII, cuando se utilizaba ocasionalmente como lastre. Sin embargo, el transporte de hielo como lastre requería que se cortara limpiamente para evitar que se desplazara al derretirse, lo que no fue fácil hasta que Wyeth inventó la cortadora de hielo en 1825. Los bloques uniformes que producía el proceso de Wyeth también permitían empaquetar más hielo en el espacio limitado de la bodega de un barco y reducían significativamente las pérdidas por fusión. El hielo solía empaquetarse herméticamente con aserrín y luego se cerraba la bodega para impedir la entrada de aire más caliente; otras formas de estiba protectora utilizadas para proteger el hielo eran el heno y los recortes de pino. Esta necesidad de grandes cantidades de aserrín coincidió con el crecimiento de la industria maderera de Nueva Inglaterra en la década de 1830; el aserrín no tenía otro uso en aquella época, y de hecho se consideraba algo problemático, por lo que su uso en el comercio del hielo resultó muy útil para la industria maderera local.

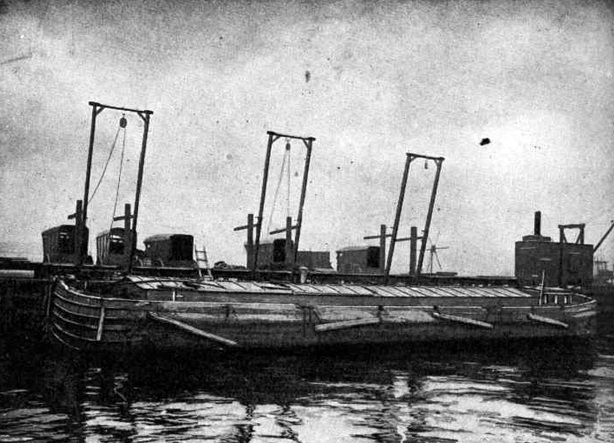
Una gabarra de hielo en Nueva York, principios del.

Los buques que transportaban hielo debían ser especialmente resistentes, y se primaba el reclutamiento de buenas tripulaciones, capaces de trasladar la carga rápidamente a su lugar de destino antes de que se derritiera. A finales del siglo XIX, se prefería un buque con casco de madera, para evitar la corrosión del óxido provocada por el deshielo, y se instalaban bombas de molino para eliminar el exceso de agua del casco mediante bombas de sentina. Los cargamentos de hielo tendían a causar daños a los barcos a largo plazo, ya que la fusión constante del hielo y el agua y vapor resultantes favorecían la putrefacción en seco. El tamaño de los cargamentos variaba en función de los puertos y la ruta. El barco estadounidense típico de finales del siglo XIX era una goleta que transportaba unas 600 toneladas (500.000 kg) de hielo; un gran cargamento de Noruega a Inglaterra podía incluir hasta 900 toneladas (800.000 kg).
Era importante controlar la cantidad de hielo que se cargaba en un buque, tanto por razones comerciales como de seguridad, por lo que se pesaban los bloques de hielo antes de subirlos al barco y se registraba el peso total. Al principio se utilizaba un método rudimentario de carga con pinzas y un látigo para bajar los bloques de hielo separados a la bodega, pero en la década de 1870 se desarrolló un método mejorado con una plataforma de palanca, sustituida por un dispositivo de plataforma contrapesada en 1890. Los buques se cargaban rápidamente para evitar que el hielo se derritiera y, en los puertos estadounidenses, una carga media podía cargarse en sólo dos días. Los fletes se pagaban sobre el peso de entrada, o salida, de la carga, y se establecían condiciones sobre la manipulación del hielo a lo largo de la ruta.
Las gabarras también se utilizaban para transportar hielo, sobre todo a lo largo del río Hudson, y en ocasiones también como unidades de almacenamiento. Estas gabarras podían transportar entre 400.000 y 800 toneladas (entre 400.000 y 800.000 kg) de hielo y, al igual que los barcos que transportaban hielo, se solían instalar molinos de viento para alimentar las bombas de achique de la gabarra. Se creía que las gabarras ayudaban a evitar que el hielo se derritiera, ya que el hielo se almacenaba bajo la cubierta y quedaba aislado por el río. Charlie Morse introdujo en la década de 1890 gabarras más grandes para el transporte marítimo de hielo con el fin de abastecer a Nueva York; estas gabarras eran tiradas por goletas y podían transportar hasta 3.000 toneladas (tres millones de kg) de hielo.

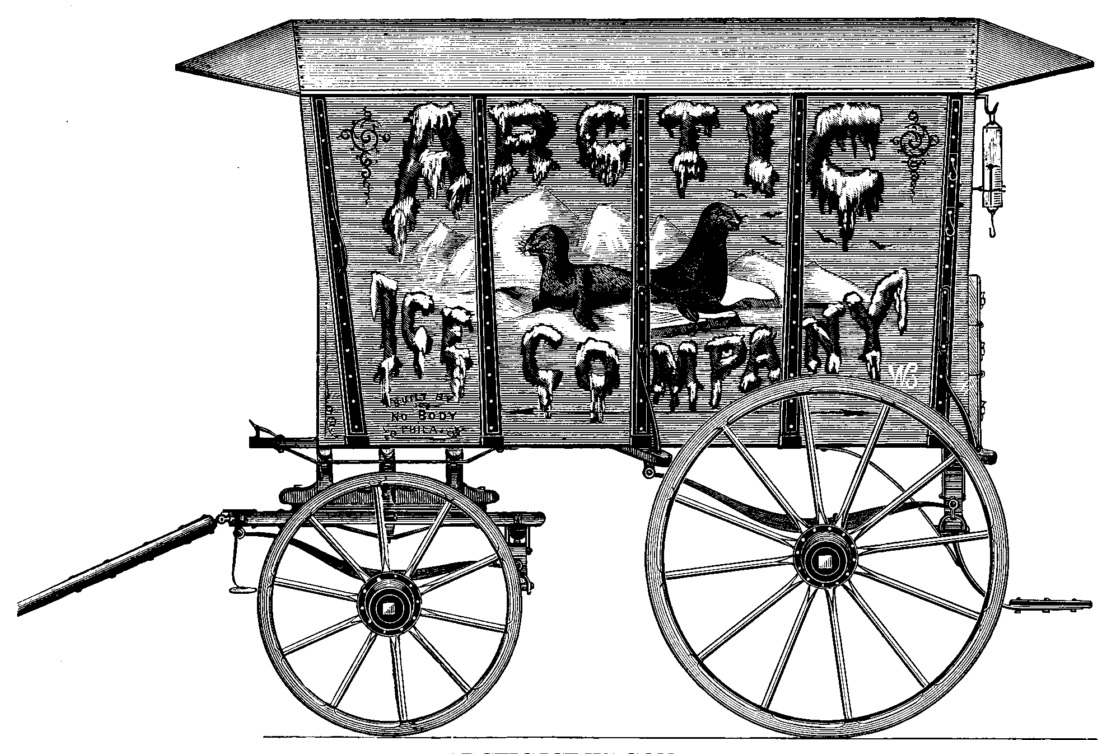
Un vagón de hielo "Arctic" de 1884, diseñado para la entrega de hielo a clientes comerciales y domésticos.

Durante gran parte del siglo XIX, fue especialmente barato transportar hielo desde Nueva Inglaterra y otros centros clave de producción de hielo, lo que contribuyó al crecimiento de la industria. El papel de la región como puerta de entrada del comercio con el interior de Estados Unidos significaba que los buques mercantes traían a los puertos más cargamentos de los que había para llevar de vuelta; a menos que pudieran encontrar un cargamento de vuelta, los buques tenían que llevar rocas como lastre. El hielo era la única alternativa rentable a las rocas y, en consecuencia, el comercio de hielo desde Nueva Inglaterra podía negociar tarifas de transporte más bajas que las que habrían sido posibles desde otros lugares internacionales. Más adelante en el siglo, el comercio de hielo entre Maine y Nueva York se aprovechó de la incipiente necesidad de carbón de Filadelfia por parte de Maine: los barcos que transportaban hielo desde Maine traían de vuelta el combustible, lo que dio lugar a que el comercio se denominara el negocio del "hielo y carbón".
El hielo también se transportó por ferrocarril a partir de 1841, utilizándose por primera vez esta técnica en la vía trazada entre el Estanque Fresh y Charleston por la Charlestown Branch Railroad Company (Compañía Ferroviaria del Ramal de Charlestown). Se construyó un vagón especial para aislar el hielo y se diseñó un equipo que permitía cargar los vagones. En 1842 se utilizó un nuevo ferrocarril hasta Fitchburg para acceder al hielo de Estanque Walden. Sin embargo, el hielo no era una carga muy popular entre los empleados ferroviarios, ya que había que moverlo con rapidez para evitar que se derritiera y, en general, era incómodo de transportar. En la década de 1880 ya se transportaba hielo por ferrocarril por todo el continente norteamericano.
La última parte de la cadena de suministro para los clientes domésticos y los pequeños comercios consistía en la entrega de hielo, normalmente en carros. En Estados Unidos, el hielo se cortaba en bloques de 25, 50 y 100 libras (11, 23 y 45 kg) y se distribuía en carros tirados por caballos. Un repartidor de hielo, que conducía el carro, entregaba el hielo a los hogares utilizando pinzas para sujetar los cubitos. Las entregas podían ser diarias o dobles. En la década de 1870, existían varios distribuidores especializados en las grandes ciudades, mientras que los comerciantes locales de combustible u otros negocios vendían y repartían hielo en las comunidades más pequeñas. En Gran Bretaña, el hielo rara vez se vendía a clientes domésticos a través de distribuidores especializados durante el siglo XIX, sino que solía venderse a través de pescaderías, carnicerías y farmacias, que guardaban hielo en sus locales para su propio uso comercial.

### Almacenamiento

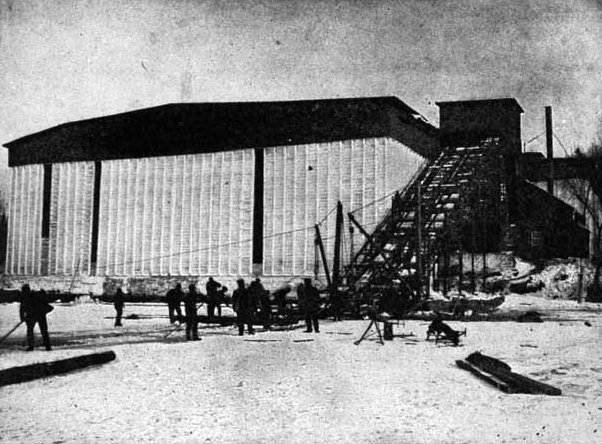
Una gran nevera comercial estadounidense, principios del.

El hielo tenía que almacenarse en múltiples puntos entre la cosecha y su uso final por parte del cliente. Uno de los métodos para conseguirlo era la construcción de neveras para guardar el producto, normalmente poco después de la primera cosecha o en depósitos regionales tras su expedición. Las primeras neveras eran relativamente pequeñas, pero las instalaciones de almacenamiento posteriores tenían el tamaño de grandes almacenes y contenían cantidades mucho mayores de hielo.
La comprensión de la termodinámica era limitada a principios del siglo XIX, cuando se creía que la clave para almacenar hielo con éxito era la construcción de neveras subterráneas, donde se creía, erróneamente, que siempre haría suficiente frío para almacenar hielo con éxito. Las neveras europeas se basaban en esta teoría y utilizaban cámaras subterráneas, a menudo construidas con un gasto considerable, para almacenar la cosecha de invierno. Sin embargo, algunos granjeros de Virginia habían desarrollado neveras mucho más baratas, elevadas del suelo, construidas con madera y aisladas con heno. Además de la temperatura a la que se mantenía el hielo, también era necesario drenar eficazmente el agua derretida, ya que esta agua derretiría aún más el hielo restante mucho más rápido de lo que lo haría el aire caliente.
En 1805, Tudor investigó varias neveras y llegó a la conclusión de que también podían construirse en la superficie. Sus primeras neveras en Cuba tenían paredes interiores y exteriores de madera, aisladas con turba y aserrín, con algún tipo de sistema de ventilación, y constituyeron el diseño básico de las neveras durante el resto del siglo. Sin embargo, en 1819, Tudor también construía neveras de ladrillo, con capacidad para más de 200 toneladas (200.000 kg) de hielo, utilizando carbón vegetal dentro de las paredes como aislante. En la década de 1840, los almacenes situados junto al estanque tenían un tamaño de hasta 3.300 metros cuadrados y estaban construidos con ladrillo para evitar el riesgo de incendio provocado por la nueva línea de ferrocarril. Sin embargo, las neveras seguían siendo extremadamente inflamables y muchos se incendiaron, incluido el primer almacén de hielo de Sídney, que quedó completamente destruido en 1862.

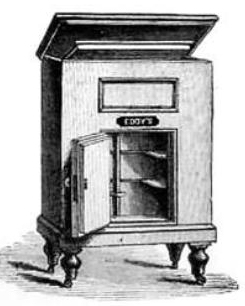
Refrigerador Eddy Darrius con compartimentos para hielo natural, 1881.

El tamaño de las neveras dificultaba la carga de hielo en ellos; en 1827 Wyeth inventó un sistema de palanca y polea tirada por caballos para elevar los bloques de hielo a través de los tejados de los almacenes. Las mejoras posteriores en la carga incluyeron el uso de sistemas de elevación para subir los bloques de hielo a la parte superior del edificio, primero con la fuerza de los caballos y luego con la fuerza del vapor; los almacenes más grandes introdujeron más tarde sistemas de cintas transportadoras para llevar el hielo al almacén. Junto a las neveras se construyeron las centrales eléctricas que contenían el equipo necesario para mantenerlos, y se tuvo cuidado de evitar el riesgo de incendio de esta maquinaria. Los almacenes solían pintarse de blanco o amarillo para reflejar el sol durante el verano. Un almacén típico del río Hudson podía tener 400 pies (120 m) de largo, 100 pies (30 m) de profundidad y tres pisos de altura, con capacidad para 50.000 toneladas (cuatro millones de kg) de hielo. Las neveras ferroviarios posteriores podían albergar hasta 250.000 toneladas (220 millones de kg) cada uno.
En cambio, al principio, el comercio del hielo en Noruega se las arreglaba sin neveras, llevando el hielo directamente de los lagos a los barcos para su transporte durante el invierno y la primavera; entre las décadas de 1850 y 1870, sin embargo, se construyeron numerosas neveras, lo que permitió exportar durante todo el año.
También se construyeron neveras en las principales ciudades consumidoras de hielo para guardar el hielo importado antes de su venta y consumo final, donde a menudo se les denominaba depósitos. En Londres, los primeros depósitos de hielo eran a menudo circulares y se llamaban pozos o sombras; el depósito del New Cattle Market (Nuevo Mercado de Ganado), construido en 1871, tenía una anchura de 13 m y una profundidad de 22 m, con capacidad para 3.000 toneladas cortas (tres millones de kg) de hielo. Más tarde, los depósitos de hielo de Shadwell y Kings Cross (Londres) fueron aún mayores y, junto con las gabarras que llegaban, se utilizaron para almacenar hielo noruego. La ciudad de Nueva York fue inusual al no construir depósitos de hielo cerca de los puertos, sino que utilizó las gabarras que llegaban y, en ocasiones, los barcos que entregaban el hielo como almacenes flotantes.
Sin embargo, para que un cliente doméstico o comercial pudiera utilizar el hielo, normalmente era necesario poder almacenarlo durante un tiempo lejos de una fábrica de hielo. En consecuencia, las neveras y los frigoríficos domésticos constituían una etapa final fundamental en el proceso de almacenamiento: sin ellos, la mayoría de los hogares no podían utilizar ni consumir hielo. Hacia 1816, Tudor vendía a los hogares de Charleston unos frigoríficos de Boston llamados "casitas de hielo"; estaban hechos de madera, forrados de hierro y diseñados para contener tres libras (1,4 kg) de hielo. En la década de 1840 se fabricaron neveras domésticas en la costa este, sobre todo por Darius Eddy, de Massachusetts, y Winship, de Boston; muchas de ellas se enviaron al oeste. El grado de adopción del hielo natural por las comunidades locales en el siglo XIX dependió en gran medida de la disponibilidad y aceptación de las neveras.

## Aplicaciones

### Consumo

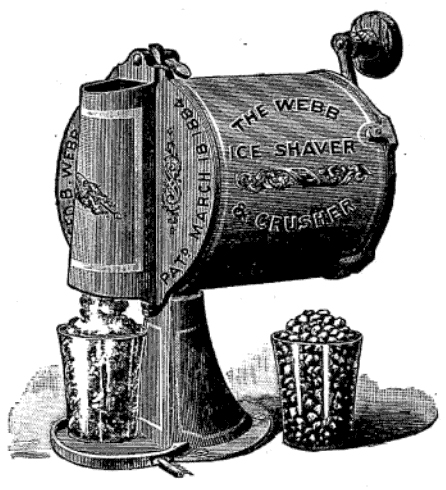
Una trituradora de hielo, diseñada para servir bebidas especializadas del.

El comercio del hielo permitió el consumo de una amplia gama de nuevos productos. Un uso sencillo del hielo natural era enfriar las bebidas, bien añadiéndolo directamente al vaso o barril, bien enfriándolo indirectamente en un enfriador de vino o recipiente similar. Las bebidas heladas eran una novedad y al principio fueron vistas con preocupación por los clientes, preocupados por los riesgos para la salud, aunque esto desapareció rápidamente en Estados Unidos. A mediados del siglo XIX, el agua se enfriaba siempre que era posible en Estados Unidos. La leche helada también era popular, y la cerveza lager alemana, que tradicionalmente se bebía fría, también utilizaba hielo. Se crearon bebidas como los sherry-cobblers y los julepes de menta, que sólo podían prepararse con hielo picado.
En el siglo XIX existían claras diferencias entre las actitudes estadounidenses y europeas respecto a añadir hielo directamente a las bebidas: los europeos lo consideraban un hábito desagradable; los visitantes británicos de la India se sorprendían al ver a la élite angloindia dispuesta a beber agua helada. Algunos hindúes de la India consideraban el hielo impuro por motivos religiosos y, por tanto, un alimento inapropiado.
La producción a gran escala de helado también fue consecuencia del comercio de hielo. El helado se había producido en pequeñas cantidades desde al menos el siglo XVII, pero esto dependía tanto de disponer de grandes cantidades de hielo como de importantes cantidades de mano de obra para fabricarlo agitando constantemente la mezcla para producir la textura ligera asociada al helado. En las décadas de 1820 y 1830, la disponibilidad de hielo en las ciudades de la costa este de Estados Unidos hizo que el helado fuera cada vez más popular, aunque seguía siendo un producto esencialmente de lujo. Sin embargo, en 1843, Nancy Johnson patentó una nueva máquina para hacer helados que requería mucho menos esfuerzo físico y tiempo; también se fabricaron diseños similares en Inglaterra y Francia. Combinado con el creciente comercio del hielo, el helado se hizo mucho más accesible y se consumió en mayores cantidades. En Gran Bretaña, el hielo noruego fue utilizado por la creciente comunidad italiana de Londres a partir de la década de 1850 para popularizar el helado entre el público en general.

### Aplicaciones comerciales

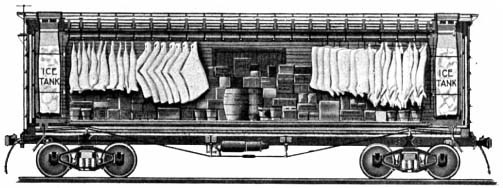
Un vagón frigorífico de 1870, mostrando el hielo almacenado en ambos extremos.

El comercio del hielo revolucionó la forma de conservar y transportar los alimentos. Antes del siglo XIX, la conservación dependía de técnicas como el curado o el ahumado, pero las grandes reservas de hielo natural permitieron refrigerar o congelar los alimentos. Aunque el uso del hielo para enfriar alimentos era relativamente sencillo, requirió una considerable experimentación para producir métodos eficaces y fiables de control del flujo de aire caliente y frío en distintos contenedores y sistemas de transporte. En las primeras fases del comercio del hielo también existía una tensión entre preservar el limitado suministro de hielo, limitando el flujo de aire sobre él, y preservar los alimentos, que dependía de hacer circular más aire sobre el hielo para crear temperaturas más frías.
Los primeros enfoques para conservar los alimentos utilizaban variantes de las tradicionales cajas frigoríficas para resolver el problema de cómo llevar pequeñas cantidades de productos a distancias cortas hasta el mercado. Thomas Moore, un ingeniero de Maryland, inventó un primer frigorífico que patentó en 1803; se trataba de una gran caja de madera aislada, con un recipiente de latón con hielo incrustado en la parte superior. Este frigorífico se basaba principalmente en un simple aislamiento, más que en la ventilación, pero el diseño fue ampliamente adoptado por granjeros y pequeños comerciantes, y abundaron las copias ilegales. Hacia la década de 1830 se empezaron a utilizar arcones frigoríficos portátiles en el comercio de carne, aprovechando los crecientes suministros de hielo para utilizar la ventilación para conservar mejor los alimentos. Hacia la década de 1840, la mejora de los suministros y la comprensión de la importancia de la circulación del aire supusieron una mejora significativa de la refrigeración en Estados Unidos.

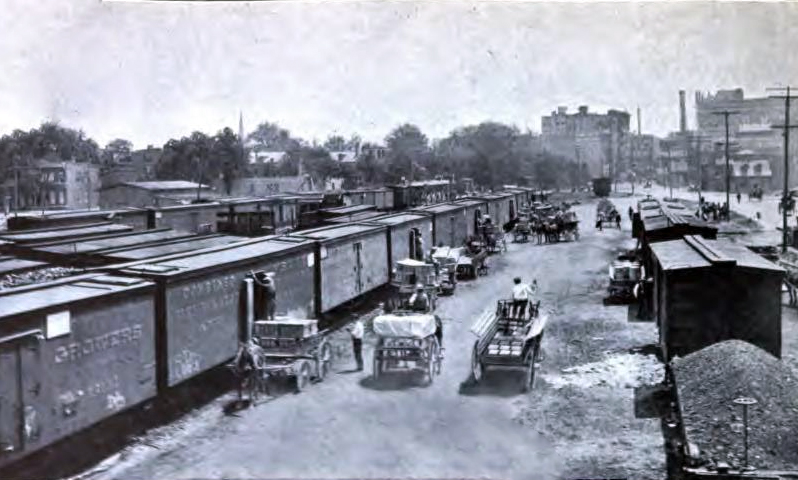
Un andén de carga y descarga, Norfolk (Virginia), 1900.

Con el desarrollo del sistema ferroviario estadounidense, el hielo natural pasó a utilizarse para transportar mayores cantidades de mercancías a distancias mucho más largas gracias a la invención del vagón frigorífico. Los primeros vagones frigoríficos surgieron a finales de la década de 1850 y principios de la de 1860, y eran construcciones rudimentarias con capacidad para 1.360 kg (3.000 lb) de hielo, sobre el que se colocaban los alimentos. Rápidamente se descubrió que colocar la carne directamente sobre el hielo hacía que pereciera; los diseños posteriores colgaban la carne en ganchos, lo que permitía a la carne respirar, mientras que los carros oscilantes mejoraban la circulación en el carro. Después de la Guerra Civil, J. B Sutherland, John Bate y William Davis patentaron carros frigoríficos mejorados, que utilizaban pilas de hielo colocadas a ambos lados y mejoraban la circulación del aire para mantener fresco su contenido. Esta mejor ventilación era esencial para evitar que el aire caliente se acumulara en el vagón y causara daños a la mercancía. Se podía añadir sal al hielo para aumentar el efecto refrigerante y producir un vagón frigorífico helado, que conservaba aún mejor los alimentos. Durante gran parte del siglo XIX, los diferentes gálibos de las líneas ferroviarias dificultaron y retrasaron el traslado de los cargamentos refrigerados entre líneas, lo que suponía un problema cuando el hielo se derretía continuamente; en la década de 1860, se crearon vagones frigoríficos con ejes ajustables para acelerar este proceso.
El hielo natural se hizo esencial para el transporte de alimentos perecederos por ferrocarril; sacrificar y faenar la carne, y luego transportarla, era mucho más eficiente en términos de costes de flete y abrió las industrias del Medio Oeste, mientras que, como argumentaba el industrial Jonathan Armour, el hielo y los vagones frigoríficos "cambiaron el cultivo de frutas y bayas de una apuesta... a una industria nacional".
También se hicieron posibles los barcos refrigerados, que permitieron exportar productos perecederos a nivel internacional, primero desde Estados Unidos y luego desde países como Argentina y Australia. Los primeros barcos almacenaban sus productos refrigerados junto con la carga principal de hielo; los primeros barcos que transportaron carne refrigerada a Gran Bretaña, diseñados por Bate, adaptaron los vagones frigoríficos de los ferrocarriles, utilizando hielo en cada extremo de la bodega y un ventilador para mantener la carne fría. Una versión mejorada, inventada por James Craven hacía pasar una solución de salmuera por el hielo y luego por la bodega. Esto creaba una atmósfera más seca en la bodega. preservando mejor la carne. El hielo natural también se utilizó en las industrias pesqueras para conservar las capturas, inicialmente en las pesquerías del este de América. En 1858, la flota pesquera de Grimsby empezó a llevar el hielo al mar para conservar sus capturas; esto permitía viajes más largos y capturas mayores, y la industria pesquera se convirtió en el mayor usuario de hielo de Gran Bretaña.
El comercio de hielo permitió su uso generalizado en medicina para tratar enfermedades y aliviar sus síntomas, así como para hacer más llevaderos los hospitales tropicales. En Calcuta, por ejemplo, parte de cada cargamento de hielo se reservaba especialmente en la casa de hielo de la ciudad para uso de los médicos locales.  A mediados del siglo XIX, la Marina Real Británica utilizaba hielo importado para refrigerar el interior de las torretas de sus buques. En 1864, tras varios intentos, se logró finalmente transportar huevos de salmón de Gran Bretaña a Australia, utilizando hielo natural para mantenerlos refrigerados durante el trayecto, lo que permitió la creación de la industria pesquera del salmón de Tasmania.